# 2018 у кіно
Нижче представлений огляд подій, що відбулися у 2018 році в кінематографі, у тому числі найкасовіші фільми, церемонії нагородження, фестивалі, а також список майбутніх фільмів та список померлих діячів у кіно.

## Найкасовіші фільми
Список 10-ти найкасовіших фільмів світового прокату у 2018 році виглядає наступним чином:
| Місце | Назва                                     | Студія             | Світові касові збори ($) |
| ----- | ----------------------------------------- | ------------------ | ------------------------ |
| 1     | Месники: Війна нескінченності             | Disney             | 2 048 710 150            |
| 2     | Чорна Пантера                             | Disney             | 1 346 913 161            |
| 3     | Світ Юрського періоду 2                   | Universal          | 1 308 534 046            |
| 4     | Суперсімейка 2                            | Disney             | 1 242 598 825            |
| 5     | Аквамен                                   | Warner Bros.       | 1 020 261 781            |
| 6     | Веном                                     | Sony Pictures      | 855 689 766              |
| 7     | Місія нездійсненна: Фолаут                | Paramount Pictures | 791 017 452              |
| 8     | Богемна рапсодія                          | 20th Century Fox   | 751 885 454              |
| 9     | Дедпул 2                                  | 20th Century Fox   | 743 638 764              |
| 10    | Фантастичні звірі: Злочини Ґріндельвальда | Warner Bros.       | 644 638 989              |

## Події

### Церемонії нагородження
| Дата       | Подія                                                                                   | Організатор | Розташування                    | Дж     |
| ---------- | --------------------------------------------------------------------------------------- | --- | ------------------------------- | ------ |
| 7 січня    | 75-та церемонія вручення нагород премії «Золотий глобус»                                | Голлівудська асоціація іноземної преси                                                                                  | Беверлі-Гіллз, Каліфорнія, США  | [ 2 ]  |
| 3 лютого   | 8-ма церемонія вручення нагород премії «Магрітт»                                        | Академія Андре Дельво                                                                                                   | Брюссель, Бельгія               | [ 3 ]  |
| 5 лютого   | 23-тя церемонія Премії «Люм'єр»                                                         | Академія «Люм'єр» | Париж, Франція                  | [ 4 ]  |
| 18 лютого  | 71-ша церемонія вручення нагород БАФТА у кіно                                           | Британська академія телебачення та кіномистецтва                                                                        | Лондон, Англія, Велика Британія |        |
| 2 березня  | 43-тя церемонія вручення нагород премії «Сезар»                                         | Академія мистецтв та технологій кінематографа                                                                           | Париж, Франція                  | [ 5 ]  |
| 3 березня  | 33-тя щорічна церемонія вручення премії «Незалежний дух»                                | Незалежний дух | Санта-Моніка, Каліфорнія, США   |        |
| 4 березня  | 90-та церемонія вручення премії «Оскар»                                                 | Академія кінематографічних мистецтв і наук                                                                              | Голлівуд, Каліфорнія, США       | [ 6 ]  |
| 21 березня | 63-тя церемонія вручення премії «Давид ді Донателло»                                    | Академія італійського кіно                                                                                              | Рим, Італія                     | [ 7 ]  |
| 20 квітня  | 2-га церемонія вручення нагород української національної кінопремії «Золота дзиґа»      | Українська кіноакадемія                                                                                                 | Київ, Україна                   | [ 8 ]  |
| 26 жовтня  | 1-ша церемонія вручення нагород української національної премії кінокритиків «Кіноколо» | Спілка кінокритиків України, Асоціація «Сприяння розвитку кінематографа в Україні — дивись українське!», Артхаус Трафік | Київ, Україна                   | [ 9 ]  |
| 15 грудня  | 31-ша церемонія вручення премії Європейської кіноакадемії                               | Європейська кіноакадемія                                                                                                | Севілья, Іспанія                | [ 10 ] |

### Фестивалі
| Дата                   | Подія                                                | Організатор                                     | Розташування             | Дж            |
| ---------------------- | ---------------------------------------------------- | ----------------------------------------------- | ------------------------ | ------------- |
| 15 — 25 лютого         | 68-й щорічний Берлінський міжнародний кінофестиваль  | Берлінський міжнародний кінофестиваль           | Берлін, Німеччина        | [ 11 ]        |
| 8 — 19 травня          | 71-й щорічний Каннський кінофестиваль                | Каннський кінофестиваль                         | Канни, Франція           | [ 12 ]        |
| 27 травня — 3 червня   | 47-й Київський міжнародний кінофестиваль «Молодість» | Київський міжнародний кінофестиваль «Молодість» | Київ, Україна            | [ 13 ]        |
| 13 — 21 липня          | 9-й Одеський міжнародний кінофестиваль               | Одеський міжнародний кінофестиваль              | Одеса, Україна           | [ 14 ]        |
| 28 серпня — 8 вересня  | 75-й щорічний Венеційський кінофестиваль             | Венеційський кінофестиваль                      | Венеція, Італія          | [ 15 ] [ 16 ] |
| 6 вересня — 16 вересня | 43-й щорічний Міжнародний кінофестиваль у Торонто    | Міжнародний кінофестиваль у Торонто             | Торонто, Онтаріо, Канада | [ 17 ]        |

## Фільми

### Загальна статистика
| №  | Дистр.                      | К-сть фільмів (#) | К-сть фільмів (%) | Виторг (млн. грн.) | Виторг (%) |
| 1  | B&H Film Distr. Company     | TBA               | TBA               | TBA                | TBA        |
| 2  | Ukrainian Film Distribution | TBA               | TBA               | TBA                | TBA        |
| 3  | Kinomania                   | TBA               | TBA               | TBA                | TBA        |
| 4  | Multi Media Distribution    | TBA               | TBA               | TBA                | TBA        |
| 5  | Вольґа Україна              | TBA               | TBA               | TBA                | TBA        |
| 6  | Артхаус Трафік              | TBA               | TBA               | TBA                | TBA        |
| 7  | Svoe kino                   | TBA               | TBA               | TBA                | TBA        |
| 8  | Kinove                      | TBA               | TBA               | TBA                | TBA        |
| 9  | Kinolife                    | TBA               | TBA               | TBA                | TBA        |
| 10 | Каскад Україна              | TBA               | TBA               | TBA                | TBA        |
| 11 | Parakeet film               | TBA               | TBA               | TBA                | TBA        |
| 12 | MUST SEE MOVIE              | TBA               | TBA               | TBA                | TBA        |
| 13 | Жовтень-прокат              | TBA               | TBA               | TBA                | TBA        |
| 14 | 86PROKAT                    | TBA               | TBA               | TBA                | TBA        |
| -  | Решта / самокатом           | TBA               | TBA               | TBA                | TBA        |
| -  | Всього                      | TBA               | TBA %             | TBA грн            | TBA %      |

### Поквартальний календар
Нижче наведені таблиці фільмів відсортованих відносно дати виходу в прокат в Україні. Всього у 2018 році у кінопрокат вийшло TBD фільмів (враховуючи лише кінопрокатні повнометражні художні та документальні фільми й без урахування фільмів що вийшли як частина кіноальманаху, фестивалю тощо).

#### Січень— Березень
| Прем'єра        | Прем'єра | Назва                                      | Країна                                | Творці й актори | Жанр                                 | Дистр.             | Дж.    |
| --------------- | -------- | ------------------------------------------ | ------------------------------------- | --- | ------------------------------------ | ------------------ | ------ |
| С І Ч Е Н Ь     | 1        | Свінгери                                   | Україна                               | Режисер: Андрейс Екіс; Актори: Оля Полякова, Даша Астаф'єва, Олексій Вертинський                                                                                               | комедія                              | UFD                | [ 18 ] |
| С І Ч Е Н Ь     | 4        | Найвеличніший шоумен                       | США                                   | Режисер: Майкл Грейсі; Сценарій: Майкл Арндт, Дженні Бікс, Білл Кондон; Актори: Г'ю Джекмен, Зак Ефрон, Ребекка Фергюсон                                                       | драма, мюзикл                        | UFD                | [ 19 ] |
| С І Ч Е Н Ь     | 4        | Санта і компанія                           | Франція                               | Режисер: Ален Шаба; Сценарій: Ален Шаба; Актори: Ален Шаба, Одрі Тоту, Піо Мармай, Гольшіфте Фарахані                                                                          | фантастична комедія                  | Kinomania          | [ 19 ] |
| С І Ч Е Н Ь     | 4        | Усе тільки починається                     | США                                   | Режисер: Рон Шелтон; Сценарій: Рон Шелтон; Актори: Морган Фрімен, Томмі Лі Джонс, Рене Руссо                                                                                   | бойовик, комедія                     | MMD                | [ 19 ] |
| С І Ч Е Н Ь     | 11       | Фінальний портрет                          | Велика Британія                       | Режисер: Стенлі Туччі; Сценарій: Хесус Стенлі Туччі; Актори: Армі Гаммер, Джеффрі Раш, Клеманс Поезі                                                                           | біографічний, драма, комедія         | Svoe kino          | [ 20 ] |
| С І Ч Е Н Ь     | 11       | День мерців: Родовід                       | США · Болгарія                        | Режисер: Ектор Ернандес Віченс; Сценарій: Марк Тондерай, Ларс Джейкобсон; Актори: Софі Скелтон, Джонатон Шек, Джефф Гам                                                        | жахи                                 | UFD                | [ 20 ] |
| С І Ч Е Н Ь     | 11       | Атлантида                                  | Іспанія · Франція                     | Режисер: Ксав'є Жанс; Сценарій: Хесус Олмо, Ерон Шиан; Актори: Рей Стівенсон, Девід Оукс, Аура Гаррідо, Вінслов Івакі, Джон Бенфілд                                            | фантастичний трилер                  | MMD                | [ 20 ] |
| С І Ч Е Н Ь     | 11       | Відступник                                 | Велика Британія                       | Режисер: Людвіг Шаммасян, Пол Шаммасян; Сценарій: Джефф Томпсон; Актори: Орландо Блум, Джанет Монтгомері, Чарлі Крід-Майлз                                                     | драма                                | Каскад Україна     | [ 20 ] |
| С І Ч Е Н Ь     | 18       | Бійся своїх бажань                         | США · Канада                          | Режисер: Джон Р. Леонетті; Сценарій: Барбара Маршалл; Актори: Джої Кінг, Кі Хон Лі, Сідні Парк, Елізабет Рем, Раян Філліпп                                                     | жахи, трилер                         | MMD                | [ 21 ] |
| С І Ч Е Н Ь     | 18       | Злодії                                     | США                                   | Режисер: Крістіан Гудегаст; Сценарій: Пол Шерінг, Крістіан Гудегаст; Актори: Джерард Батлер, 50 Cent, Пабло Шрайбер, Еван Джонс, Дон Олів'єрі                                  | бойовик, драма, кримінальний         | UFD                | [ 21 ] |
| С І Ч Е Н Ь     | 18       | Натуральні упирі                           | Велика Британія                       | Режисер: Джейсон Флемінг; Сценарій: Джейсон Флемінг; Актори: Біллі Кук, Чарлі Кокс, Макензі Крук, Фріма Аджимен, Тоні Каррен                                                   | комедія, бойовик, жахи               | Каскад Україна     | [ 21 ] |
| С І Ч Е Н Ь     | 18       | Пригоди Паддінгтона 2                      | США · Велика Британія · Франція       | Режисер: Пол Кінг; Сценарій: Пол Кінг, Сімон Фарнабі; Актори: Саллі Хокінс, Брендан Глісон, Г'ю Бонневілль, Джулі Волтерс, Бен Вішоу, Г'ю Грант, Пітер Капальді, Джим Бродбент | комедія, пригодницький               | Вольґа Україна     | [ 21 ] |
| С І Ч Е Н Ь     | 18       | Темні часи                                 | Велика Британія                       | Режисер: Джо Райт; Сценарій: Ентоні Маккартен; Актори: Гері Олдмен, Бен Мендельсон, Крістін Скотт Томас                                                                        | біографічна драма                    | B&H                | [ 21 ] |
| С І Ч Е Н Ь     | 18       | Форма води                                 | США                                   | Режисер: Гільєрмо дель Торо; Сценарій: Гільєрмо дель Торо, Ванесса Тейлор; Актори: Саллі Хокінс, Майкл Шеннон, Річард Дженкінс, Даг Джонс, Майкл Сталберг, Октавія Спенсер     | драма, трилер, мелодрама, фентезі    | UFD                | [ 21 ] |
| С І Ч Е Н Ь     | 18       | Астрал: Останній ключ                      | США                                   | Режисер: Адам Робітел; Сценарій: Лі Воннелл; Актори: Лін Шей, Джош Стюарт, Спенсер Лое, Хав'єр Боте                                                                            | жахи, трилер                         | B&H                | [ 21 ] |
| С І Ч Е Н Ь     | 25       | Той, що біжить лабіринтом: Ліки від смерті | США                                   | Режисер: Вес Болл; Сценарій: Т. С. Наулін; Актори: Ділан О'Браєн, Кая Скоделаріо, Томас Броді-Санґстер, Гі Хон Лі                                                              | бойовик, фантастика, трилер          | UFD                |        |
| С І Ч Е Н Ь     | 25       | Казка про гроші                            | Україна                               | Режисер: Олеся Моргунець-Ісаєнко; Сценарій: Віктор Гресь; Актори: Андрій Ісаєнко, Олександр Кобзар, Михайло Кукуюк, Анастасія Карпенко                                         | комедія, фентезі                     | Формат Фільм       |        |
| С І Ч Е Н Ь     | 25       | Дрібничка на день народження               | США                                   | Режисер: Сьюзен Волтер; Сценарій: ; Актори: Шерон Стоун, Фамке Янссен, Еллен Берстін, Тоні Голдвін                                                                             | комедія, драма                       | MMD                |        |
| С І Ч Е Н Ь     | 25       | Смерть Сталіна                             | Велика Британія · Франція             | Режисер: Армандо Януччі; Сценарій: Армандо Януччі, Девід Шнайдер, Ієн Мартін, Пітер Феллоу; Актори: Стів Бушемі, Саймон Рассел Біл, Руперт Френд, Джейсон Айзекс, Майкл Пелін  | сатирична комедія                    | Вольґа Україна     |        |
| Л Ю Т И Й       | 1        | Крутий татусь                              | Франція                               | Режисер: Максим Ґоваре; Сценарій: Максим Ґоваре, Ноемі Сагліо; Актори: Венсан Ельбаз, Лоранс Арне, Жан Франсуа Кейрі                                                           | комедія                              | MMD                |        |
| Л Ю Т И Й       | 1        | Брейвен                                    | Канада                                | Режисер: Лін Одінг; Сценарій: ; Актори: Джейсон Момоа, Стівен Ленг, Сала Бейкер, Гаррет Діллахант                                                                              | бойовик                              | Kinomania          |        |
| Л Ю Т И Й       | 1        | Гра Моллі                                  | США                                   | Режисер: Аарон Соркін; Сценарій: Аарон Соркін; Актори: Джессіка Честейн, Ідріс Ельба, Кевін Костнер                                                                            | біографічна драма                    | UFD                |        |
| Л Ю Т И Й       | 1        | Зменшення                                  | США                                   | Режисер: Александер Пейн; Сценарій: Александер Пейн, Джим Тейлор; Актори: Метт Деймон, Крістен Віг, Крістоф Вальц, Алек Болдвін                                                | фантастична комедія                  | B&H                |        |
| Л Ю Т И Й       | 1        | Молодий Годар                              | Франція                               | Режисер: Мішель Азанавічус; Сценарій: Мішель Азанавічус; Актори: Луї Гаррель, Стейсі Мартін, Береніс Бежо                                                                      | біографічна комедія                  | Артхаус Трафік     |        |
| Л Ю Т И Й       | 8        | Міф                                        | Україна                               | Режисер: Леонід Кантер, Іван Ясній; Сценарій: Леонід Кантер, Іван Ясній, Олена Мішина; Актори: n/a                                                                             | документальний                       | самокатом          | [ 22 ] |
| Л Ю Т И Й       | 8        | Ліно                                       | Бразилія                              | Режисер: Рафаель Рібас; Актори: Селтон Мелу, Паола Олівейра, Діра Паіс | анімація                             | UFD                | [ 22 ] |
| Л Ю Т И Й       | 8        | Сламбер: Лабіринти сновидінь               | США · Велика Британія                 | Режисер: Джонатан Гопкінс; Сценарій: Річард Гоблі, Джонатан Гопкінс; Актори: Меггі К'ю, Вілл Кемп, Крістен Буш                                                                 | жахи                                 | MMD                | [ 22 ] |
| Л Ю Т И Й       | 8        | П'ятдесят відтінків свободи                | США                                   | Режисер: Джеймс Фоулі; Сценарій: Ніал Леонард, Е. Л. Джеймс; Актори: Дакота Джонсон, Джеймі Дорнан, Аріель Кеббел, Кім Бейсінгер                                               | трилер, мелодрама                    | B&H                | [ 22 ] |
| Л Ю Т И Й       | 8        | Я, Тоня                                    | США                                   | Режисер: Крейг Гіллеспі; Сценарій: Стівен Роджерс; Актори: Марго Роббі, Маккена Грейс, Себастіан Стен, Боббі Каннавале                                                         | драма                                | UFD                | [ 22 ] |
| Л Ю Т И Й       | 14       | Колесо Чудес                               | США                                   | Режисер: Вуді Аллен; Сценарій: Вуді Аллен; Актори: Кейт Вінслет, Джастін Тімберлейк, Джуно Темпл, Джеймс Белуші, Тоні Сіріко, Стів Ширріпа, Макс Каселла                       | драма                                | Вольга Україна     | [ 23 ] |
| Л Ю Т И Й       | 15       | Місце                                      | Італія                                | Режисер: Паоло Дженовезе; Сценарій: Паоло Дженовезе, Ізабелла Аґіллар; Актори: Валеріо Мастандреа, Марко Джалліні, Алессандро Боргі, Сильвіо Муччіно, Альба Рорвахер           | комедія, драма                       | UFD                | [ 22 ] |
| Л Ю Т И Й       | 15       | Грифко проти прибульців                    | Перу · Чилі                           | Режисер: Едуардо Шульдт; Сценарій: Мартін Піроянскі, Ішай Равід, Родріґо Мораєс; Актори: Чапарро, Джессіка Седіел, Крістіан де ла Фуенте                                       | анімація                             | Svoe Kino          | [ 22 ] |
| Л Ю Т И Й       | 15       | Ейфорія                                    | Швеція · Велика Британія · Німеччина  | Режисер: Ліза Лангсет; Сценарій: Ліза Лангсет; Актори: Алісія Вікандер, Ева Грін, Шарлотта Ремплінг                                                                            | пригодницька драма                   | MMD                | [ 22 ] |
| Л Ю Т И Й       | 15       | Стрімголов                                 | Україна                               | Режисер: Марина Степанська; Сценарій: Марина Степанська; Актори: Андрій Сілецький, Дарія Плахтій, Олег Мосійчукс                                                               | драма                                | Жовтень-прокат     | [ 22 ] |
| Л Ю Т И Й       | 15       | Хепі-енд                                   | Франція · Німеччина · Австрія         | Режисер: Міхаель Ганеке; Сценарій: Міхаель Ганеке; Актори: Ізабель Юппер, Тобі Джонс, Матьє Кассовітц, Жан-Луї Трентіньян                                                      | драма                                | Артхаус Трафік     | [ 22 ] |
| Л Ю Т И Й       | 15       | Чорна Пантера                              | США                                   | Режисер: Раян Куглер; Сценарій: Джо Роберт Коул, Раян Куглер; Актори: Чедвік Боузман, Майкл Б. Джордан, Люпіта Ніонго, Данай Гуріра, Мартін Фріман                             | фантастика, екшн                     | B&H                | [ 22 ] |
| Л Ю Т И Й       | 22       | Секретне досьє                             | США                                   | Режисер: Стівен Спілберг; Сценарій: Джош Сінгер, Ліз Ганна; Актори: Меріл Стріп, Том Генкс, Сара Полсон, Боб Оденкерк                                                          | драма, історичний, біографічний      | B&H                |        |
| Л Ю Т И Й       | 22       | На межі                                    | Німеччина · Франція                   | Режисер: Фатіх Акін; Сценарій: Фатіх Акін; Актори: Діане Крюгер, Нуман Акар, Ульріх Тукур, Ульріх Брандгофф                                                                    | драма, трилер                        | Артхаус Трафік     |        |
| Л Ю Т И Й       | 22       | Нічні ігри                                 | США                                   | Режисер: Джон Френсіс Делі, Джонатан Голдстейн; Сценарій: Марк Перес; Актори: Джейсон Бейтман, Рейчел Мак-Адамс, Кайл Чендлер, Джессі Племонс, Джеффрі Райт                    | детектив, комедія                    | Kinomania          |        |
| Л Ю Т И Й       | 22       | Журналіст                                  | США                                   | Режисер: Браян ДеКьюбеліс; Сценарій: Браян ДеКьюбеліс; Актори: Едріан Броуді, Портер Рен, Івонн Страховскі, Дженніфер Білз, Кемпбелл Скотт                                     | детектив, драма, кримінальний трилер | Каскад Україна     |        |
| Л Ю Т И Й       | 22       | Гноми вдома                                | США · Канада                          | Режисери: Пітер Лепеніотіс ; Сценарій: Міхаель Шварц, Зіна Зафлоу; Актори: Беккі Джі, Джош Пек, Олівіа Голт                                                                    | анімація                             | Вольґа Україна     |        |
| Б Е Р Е З Е Н Ь | 1        | Іній                                       | Литва · Франція · Україна · Польща    | Режисер: Шарунас Бартас; Сценарій: Шарунас Бартас, Анна Коен-Янай; Актори: Ванесса Параді, Анджей Хира, Мантас Янчаускас                                                       | воєнна драма                         | Жовтень-прокат     |        |
| Б Е Р Е З Е Н Ь | 1        | Занурення                                  | Німеччина · Іспанія · Франція · США   | Режисер: Вім Вендерс; Сценарій: Ерін Дігнем; Актори: Алісія Вікандер, Джеймс Мак-Евой, Алекс Гефнер, Селін Джонс, Шарлотта Ремплінг, Деріан Мартін                             | романтичний, драма, трилер           | MMD                |        |
| Б Е Р Е З Е Н Ь | 1        | Червоний горобець                          | США                                   | Режисер: Френсіс Лоуренс; Сценарій: Джастін Гейте; Актори: Дженніфер Лоренс, Джоел Едгертон, Матіас Шонартс                                                                    | шпигунський трилер                   | UFD                |        |
| Б Е Р Е З Е Н Ь | 1        | СОТКА                                      | Україна                               | Режисер: Олександр Бєляк; Сценарій:Олександр Бєляк; Актори: Капорін Євген, Ієва Андрєєвайте, Дмитро Цинковський                                                                | комедія                              | B&H                |        |
| Б Е Р Е З Е Н Ь | 1        | Погоня за ураганом                         | США                                   | Режисер: Роб Коен; Сценарій: Карлос Девіс, Джефф Діксон, Ентоні Фінглетон, Скотт Віндгаусер; Актори: Тобі Кеббелл, Меґґі Ґрейс, Райан Квонтен, Мелісса Болона, Ральф Інесон    | бойовик, трилер                      | Kinomania          |        |
| Б Е Р Е З Е Н Ь | 1        | Про що говорять чоловіки. Продовження      | Росія                                 | Режисер: Флюза Фархшатова; Сценарій: Леонід Барац, Ростислав Хаіт; Актори: Леонід Барац, Олександр Демидов, Каміль Ларін, Ростислав Хаіт                                       | комедія                              | Вольґа Україна     |        |
| Б Е Р Е З Е Н Ь | 1        | Кораблики. Підняти якорі!                  | Норвегія                              | Режисер: Сімен Альсвік; Сценарій: Сімен Альсвік, Карстен Фуллу; Актори: Марі Блокхаус, Андерс Ейд, Маркус Ґуннарсен                                                            | анімація                             | Svoe Kino          |        |
| Б Е Р Е З Е Н Ь | 7        | Викрадена принцеса: Руслан і Людмила       | Україна                               | Режисер: Олег Маламуж; Сценарій: Ярослав Войцешек | анімаційне фентезі, пригоди          | UFD                | [ 24 ] |
| Б Е Р Е З Е Н Ь | 8        | Усі гроші світу                            | США                                   | Режисер: Рідлі Скотт; Сценарій: Даріуш Вольський; Актори: Мішель Вільямс, Крістофер Пламмер, Марк Волберг, Ромен Дюріс                                                         | драма                                | Вольґа Україна     |        |
| Б Е Р Е З Е Н Ь | 8        | Складки часу                               | США                                   | Режисер: Ава ДуВернай; Сценарій: Дженіфер Лі; Актори: Сторм Рейд, Опра Вінфрі, Різ Візерспун, Зак Галіфіанакіс, Кріс Пайн                                                      | пригоди, сімейний, фантастика        | B&H                |        |
| Б Е Р Е З Е Н Ь | 8        | Вечеря                                     | США                                   | Режисер: Орен Мувермен; Сценарій: Орен Мувермен; Актори: Річард Гір, Стів Куган, Лора Лінні                                                                                    | трилер, драма, містика               | MUST SEE MOVIE     |        |
| Б Е Р Е З Е Н Ь | 8        | Серцеїд: повернення героя                  | Франція                               | Режисер: Лоран Тірар; Сценарій: Лоран Тірар, Грегорі Віньєрон; Актори: Жан Дюжарден, Мелані Лоран, Федор Аткін                                                                 | комедія                              | MMD                |        |
| Б Е Р Е З Е Н Ь | 15       | Третя хвиля зомбі                          | Ірландія                              | Режисер: Девід Фрейн; Сценарій: Девід Фрейн; Актори: Еллен Пейдж, Сем Кілі, Том Вон-Лолор                                                                                      | драма, жахи                          | Svoe Kino          |        |
| Б Е Р Е З Е Н Ь | 15       | Шерлок Гномс                               | США · Велика Британія                 | Режисер: Джон Стівенсон; Сценарій: Бен Зазові, Кевін Сесіл, Енді Райлі; Актори: Джеймс Мак-Евой, Емілі Блант, Чиветел Еджіофор, Мері Джей Блайдж, Джонні Депп                  | анімація                             | B&H                |        |
| Б Е Р Е З Е Н Ь | 15       | Єва                                        | Франція · Бельгія                     | Режисер: Бенуа Жако; Сценарій: Бенуа Жако, Жиль Торан; Актори: Ізабель Юппер, Гаспар Ульєль, Джулія Рой, Рішар Беррі                                                           | мелодрама                            | MMD                |        |
| Б Е Р Е З Е Н Ь | 15       | Шукайте жінку                              | Франція                               | Режисер: Со Абаді; Сценарій: Со Абаді; Актори: Фелікс Моаті, Вілльям Лебхіл, Камелія Жордана                                                                                   | романтична комедія                   | Артхаус Трафік     |        |
| Б Е Р Е З Е Н Ь | 15       | Земля привидів                             | США · Канада                          | Режисер: Паскаль Ложьє; Сценарій: Паскаль Ложьє; Актори: В ролях: Крістал Рід, Тейлор Гіксон, Роб Арчер, Емілія Джонс                                                          | жахи                                 | UFD                |        |
| Б Е Р Е З Е Н Ь | 15       | Розкрадачка гробниць: Лара Крофт           | США                                   | Режисер: Роар Утхауг; Сценарій: Женева Робертсон-Дворет, Алістер Сіддонс; Актори: Алісія Вікандер, Домінік Вест, Волтон Гоггінс, Деніел Ву, Нік Фрост, Крістін Скотт Томас     | пригодницький бойовик                | Kinomania          |        |
| Б Е Р Е З Е Н Ь | 22       | Тебе ніколи тут не було                    | США · Франція                         | Режисер: Лінн Ремсі; Сценарій: Лінн Ремсі; Актори: Хоакін Фенікс, Катерина Самсонов, Алессандро Нівола                                                                         | містичний трилер                     | Артхаус Трафік     |        |
| Б Е Р Е З Е Н Ь | 22       | Пасажир                                    | Велика Британія · США                 | Режисер: Хауме Коллет-Серра; Сценарій: Байрон Віллінгер, Філіп де Блазі, Раян Енгл; Актори: Ліам Нісон, Віра Фарміґа, Патрік Вілсон                                            | кримінальна драма                    | Вольґа Україна     |        |
| Б Е Р Е З Е Н Ь | 22       | Відьма                                     | Норвегія                              | Режисер: Йоакім Трієр; Сценарій: Йоакім Тріер; Актори: Еллі Харбоу, Кая Вілсон, Генрік Рафаелсен                                                                               | детектив, мелодрама, драма           | MUST SEE MOVIE     |        |
| Б Е Р Е З Е Н Ь | 22       | Мій друг — диктатор                        | США                                   | Режисери: Ліза Аддаріо, Джо Сіракьюз; Сценарій: Ліза Аддаріо, Джо Сіракьюз; Актори: Одейя Раш, Майкл Кейн, Кеті Голмс                                                          | комедія                              | Svoe Kino          |        |
| Б Е Р Е З Е Н Ь | 22       | Тихоокеанський рубіж: Повстання            | США                                   | Режисер: Стівен С. ДеНайт; Сценарій: Стівен С. ДеНайт, Емілі Кармайкл та інші; Актори: Джон Боєга, Скотт Іствуд, Кейлі Спаені                                                  | фантастичний бойовик                 | B&H                |        |
| Б Е Р Е З Е Н Ь | 22       | Ржака                                      | Україна                               | Режисер: Дмитро Томашпольський; Сценарій: Дмитро Томашпольський; Актори: Олександр Мірошниченко, Анастасія Євтушенко, Віктор Стороженко                                        | комедія                              | самокатом          |        |
| Б Е Р Е З Е Н Ь | 22       | Кролик Петрик                              | США                                   | Режисер: Уілл Глюк; Сценарій: Уілл Глюк; Актори: Джеймс Корден, Елізабет Дебікі, Марґо Роббі                                                                                   | комедія, пригоди, анімація, сімейний | B&H                |        |
| Б Е Р Е З Е Н Ь | 29       | Порту                                      | Франція · Польща · Португалія · США   | Режисер: Ґейб Клінґер; Сценарій: Ґейб Клінґер; Актори: Антон Єльчин, Люсі Лукас                                                                                                | драма                                | Yeah! Distribution | [ 25 ] |
| Б Е Р Е З Е Н Ь | 29       | Я вбиваю велетнів                          | Бельгія · КНР · Велика Британія · США | Режисер: Андерс Вальтер; Сценарій: Джо Келлі; Актори: Медісон Вулф, Зої Салдана, Імоджен Путс                                                                                  | драма, трилер, фентезі               | MMD                | [ 25 ] |
| Б Е Р Е З Е Н Ь | 29       | Жінка-метелик                              | Австралія                             | Режисер: Прісцилла Камерон; Сценарій: Прісцилла Камерон; Актори: Мелісса Джордж, Ед Оксенбоулд, Юен Леслі                                                                      | драма                                | Каскад Україна     | [ 25 ] |
| Б Е Р Е З Е Н Ь | 29       | Дівчина в тумані                           | Італія · Німеччина · Франція          | Режисер: Донато Каррізі; Сценарій: Донато Каррізі; Актори: Тоні Сервілло, Жан Рено, Алессіо Боні, Лоренцо Рикельмі                                                             | трилер                               | Артхаус Трафік     | [ 25 ] |
| Б Е Р Е З Е Н Ь | 29       | Першому гравцю приготуватися               | США                                   | Режисер: Стівен Спілберг; Сценарій: Ернест Клайн, Зак Пенн, Ерік Ізон; Актори: Тай Шерідан, Олівія Кук, Бен Мендельсон, Саймон Пегг, Марк Райленс                              | пригоди, наукова фантастика          | Kinomania          | [ 25 ] |
| Б Е Р Е З Е Н Ь | 29       | Дикі предки                                | Франція · Велика Британія             | Режисер: Нік Парк; Сценарій: Марк Бертон, Джон О'Феррелл; Актори: Едді Редмейн, Том Гіддлстон                                                                                  | анімаця, наукова фантастика          | Вольґа Україна     | [ 25 ] |
| Б Е Р Е З Е Н Ь | 29       | Легенда Карпат                             | Україна                               | Режисер: Сергій Скобун; Сценарій: Сергій Скобун; Актори: Валерій Харчишин, Марія Яремчук, Михайло Грицкан, Богдан Ластівка                                                     | історичний, пригоди, драма           | UFD                | [ 25 ] |

#### Квітень— Червень
| Прем'єра      | Прем'єра | Назва                               | Країна                                           | Творці й актори | Жанр                                    | Дистр. | Дж.    |
| ------------- | -------- | ----------------------------------- | ------------------------------------------------ | --- | --------------------------------------- | ------ | ------ |
| К В І Т Е Н Ь | 5        | Тихе місце                          | США                                              | Режисер: Джон Кразінські; Автор сценарію: Джон Кразінські, Скотт Бек, Браян Вудз; Актори: Емілі Блант, Джон Кразінські, Ноа Джуп, Міллісенд Сіммондс                                                     | драма, містика, трилер, жахи            |        |        |
| К В І Т Е Н Ь | 5        | Небезпечний бізнес                  | США                                              | Режисер: Майкл Спіріг, Пітер Спіріг; Автор сценарію: Том Вон, Майкл Спіріг, Пітер Спіріг; Актори: Девід Оєлово, Шарліз Терон, Джоел Едгертон, Аманда Сейфрід, Тенді Ньютон, Шарлто Коплі                 | комедія, бойовик                        |        |        |
| К В І Т Е Н Ь | 5        | Операція «Ентеббе»                  | Велика Британія                                  | Режисер: Жозе Паділья; Автори сценарію: Грегорі Берк; Актори: Розамунд Пайк, Даніель Брюль, Ліор Ашкеназі, Марк Іванір, Венсан Кассель                                                                   | драма, кримінальний трилер              |        |        |
| К В І Т Е Н Ь | 5        | Секс-контроль                       | США                                              | Режисер: Кей Кеннон; Автори сценарію: Джон Гурвіц, Гайден Шлосберг; Актори: Леслі Манн, Айк Барінгольц, Джон Сіна, Кетрін Ньютон                                                                         | комедія                                 |        |        |
| К В І Т Е Н Ь | 5        | Жага смерті                         | США                                              | Режисер: Елі Рот; Автор сценарію: Джо Карнаган; Актори: Брюс Вілліс, Ронні Джин Блевінс, Дін Норріс, Майк Еппс, Кімберлі Еліз                                                                            | екшн                                    |        |        |
| К В І Т Е Н Ь | 5        | Кікбоксер: Реванш                   | США                                              | Режисер: Дімітрі Логотетіс; Автор сценарію: Дімітрі Логотетіс; Актори: Ален Муссі, Жан-Клод Ван Дамм, Гафтор Юліус Бйорнссон, Майк Тайсон, Крістофер Ламберт, Роналдіньо, Ріко Верхувен, Вандерлей Сілва | екшн                                    |        |        |
| К В І Т Е Н Ь | 5        | Роден                               | Франція                                          | Режисер: Жак Дуайон; Автор сценарію: Жак Дуайон; Актори: Венсан Лендон, Ізя Іжлен, Северін Канель, Едвард Акрут                                                                                          | біографічна драма                       |        |        |
| К В І Т Е Н Ь | 5        | Трон ельфів                         | США · КНР                                        | Режисери: Юефен Сун, І Ґе; Автор сценарію:Білл Борден; Актори: Ешлі Боеттчер, Раян Поттер, Джулі Натансон                                                                                                | анімація, пригоди, фентезі              |        |        |
| К В І Т Е Н Ь | 12       | Ремпейдж                            | США                                              | Режисер: Бред Пейтон; Автори сценарію: Карлтон К'юз, Раян Енгл, Раян Дж. Кондел, Адам Штікель; Актори: Двейн Джонсон, Наомі Гарріс, Малін Акерман                                                        | екшн, фантастика, пригоди               |        | [ 26 ] |
| К В І Т Е Н Ь | 12       | Правда або дія                      | США                                              | Режисер: Джеф Вадлоу; Автори сценарію: Джилліан Джейкобс, Майкл Рейш, Крістофер Роач, Джефф Водлоу; Актори: Люсі Гейл, Тайлер Позі, Вайолетт Бін                                                         | екшн, фантастика, пригоди               |        | [ 26 ] |
| К В І Т Е Н Ь | 12       | Титан                               | США · Велика Британія · Іспанія                  | Режисер: Леннарт Руфф; Автори сценарію: Макс Гурвіц, Араш Амель; Актори: Сем Вортінгтон, Тейлор Шиллінг, Том Вілкінсон, Агніс Дін, Наталі Еммануель                                                      | наукова фантастика, трилер              |        | [ 26 ] |
| К В І Т Е Н Ь | 12       | Незнайомці: Жорстокі ігри           | США                                              | Режисер: Іоганнес Робертс; Автори сценарію: Браян Бертіно, Бен Кітай; Актори: Крістіна Гендрікс, Мартін Гендерсон, Бейлі Медісон, Льюїс Пуллман                                                          | жахи                                    |        | [ 26 ] |
| К В І Т Е Н Ь | 12       | Син                                 | Франція                                          | Режисер: Крістіан Каріон; Автори сценарію: Крістіан Каріон, Лаура Ірманн; Актори: Гійом Кане, Мелані Лоран, Олів'є де Бенуа                                                                              | драма, трилер                           |        | [ 26 ] |
| К В І Т Е Н Ь | 12       | Леонардо: Місія Мона Ліза           | Італія                                           | Режисер: Серджо Манфіо; Автори сценарію: Серджо Манфіо, Франческо Манфіо; Актори: Алекс Полідорі, Емануела Іоніка, Ґабріель Патріарка                                                                    | анімація                                |        | [ 26 ] |
| К В І Т Е Н Ь | 12       | Неймовірна історія про велет-грушку | Данія                                            | Режисери: Амалія Несбі Фік, Юрґен Лердам, Філіп Ейнштейн Ліпскі; Автор сценарію: Бо Х. Хансен; Актори: Альфред Бьєрр Ларсен, Ліва Ельвіра Маґнуссен, Петер Фредін                                        | анімація                                |        | [ 26 ] |
| К В І Т Е Н Ь | 19       | Нелюбов                             | Росія · Франція · Бельгія · Німеччина            | Режисер: Андрій Звягінцев; Автор сценарію: Олег Негін; Актори: Мар'яна Співак, Олексій Розін, Матвій Новіков, Андрис Кейш                                                                                | драма                                   |        | [ 27 ] |
| К В І Т Е Н Ь | 19       | Вінчестер                           | Австралія · США                                  | Режисер: Неш Едгертон; Автори сценарію: Ентоні Тамбакіс, Метью Стоун; Актори: Гелен Міррен, Джейсон Кларк, Сара Снук, Ангус Семпсон                                                                      | трилер, жахи                            |        | [ 27 ] |
| К В І Т Е Н Ь | 19       | Таксі 5                             | Франція                                          | Режисер: Френк Гастамбід; Автори сценарію: Френк Гастамбід, Стефан Казаджіян, Ахмед Хаміді; Актори: Френк Гастамбід, Малік Бенталя, Бернар Фарсі                                                         | комедія                                 |        | [ 27 ] |
| К В І Т Е Н Ь | 19       | За подих від тебе                   | Франція · Квебек                                 | Режисер: Данієль Робі; Автори сценарію: Гійом Леман, Джиммі Бемон, Матьє Делозьє; Актори: Ромен Дюріс, Ольга Куриленко, Фотін Ардуїн, Мішель Робін, Анна Гейлор                                          | комедія                                 |        | [ 27 ] |
| К В І Т Е Н Ь | 19       | Дві матері, дві доньки              | Люксембург · Бельгія · Франція                   | Режисер: Лаура Шредер; Автори сценарію: Лаура Шредер, Марі Німьє; Актори: Лоліта Шамма, Теміс Повель, Ізабель Юппер                                                                                      | драма                                   |        | [ 27 ] |
| К В І Т Е Н Ь | 19       | П'ята терапія                       | Україна                                          | Режисер: Аліса Павловська; Автор сценарію: Стас Домбровський; Актори: Стас Домбровський, Віктор Бревіс, Аліна Путішіна, Соня Кулагіна                                                                    | документальний, драма, трилер           |        | [ 27 ] |
| К В І Т Е Н Ь | 19       | Січень-березень                     | Австрія · Україна                                | Режисер: Юрій Речинський; Автор сценарію: ; Актори: Ангела Ґрегович, Марія Гофштеттер, Дмитро Богдан, Раймунд Валліш, Лариса Руснак                                                                      | драма                                   |        | [ 27 ] |
| К В І Т Е Н Ь | 19       | Відпадний препод 3                  | Німеччина                                        | Режисер: Бора Дагтекін; Автор сценарію: Бора Дагтекін; Актори: Еліас М'Барек, Катя Ріман, Йелла Хаазе | драма                                   |        | [ 27 ] |
| К В І Т Е Н Ь | 21       | Одеський підкидько                  | Україна                                          | Режисер: Георгій Делієв; Автор сценарію: Георгій Делієв; Актори: Георгій Делієв, Борис Барський, Віктор Андрієнко                                                                                        | комедія                                 |        |        |
| К В І Т Е Н Ь | 26       | Лігво монстра                       | США                                              | Режисер: Дін Девлін; Сценарій: Брендон Бойс; Актори: Девід Теннант, Роберт Шіен, Керрі Кондон, Карліто Оліверо, Ліза Бреннер, Жаклін Баєрс                                                               | драма                                   |        |        |
| К В І Т Е Н Ь | 26       | Проект «Флорида»                    | США                                              | Режисер: Шон Бейкер; Сценарій: Шон Бейкер, Кріс Бергоч; Актори: Віллем Дефо, Бруклін Прінс, Бріа Вінайт, Валерія Котто, Калеб Лендрі Джонс                                                               | комедія, драма                          |        |        |
| К В І Т Е Н Ь | 26       | Зрадник                             | Україна · Литва                                  | Режисер: Марк Хаммонд; Автор сценарію: Заза Буадзе; Актори: Олег Мельничук, Зоя Барановська, Станіслав Шокін, Ольга Карпова, Андреіс Жагарс, Михайло Гритскан                                            | історична драма, військова драма        |        |        |
| К В І Т Е Н Ь | 26       | По(друг)а                           | Франція                                          | Режисер: Віктор Сен Макарі; Автор сценарію: Тома Кайє, Бенжамін Шарбі, Одрі Діван; Актори: Вільям Лебгіль, Марго Бансійон                                                                                | романтична комедія                      |        |        |
| К В І Т Е Н Ь | 26       | Месники: Війна нескінченності       | США                                              | Режисери: Ентоні Руссо, Джо Руссо; Автор сценарію: Крістофер Маркус, Стівен Мак-Філі; Актори: Роберт Дауні-молодший, Кріс Еванс, Марк Руффало, Кріс Гемсворт<                                            | екшн, супергеройський, науко-фантастика |        |        |
| К В І Т Е Н Ь | 26       | Пташині пригоди                     | Ісландія · Бельгія                               | Режисер: Аудні Асґерссон; Сценарій: Фрідрік Ерлінґссон; Актори: Джемі Орам, Гаррієт Перрінґ, Іен Стюарт Робертсон                                                                                        | анімація                                |        |        |
| Т Р А В Е Н Ь | 3        | Опівнічне сонце                     | США                                              | Режисер: Скотт Спір; Сценарій: Ерік Кірстен; Актори: Белла Торн, Патрік Шварценеггер, Роб Ріггл, Квінн Шепард                                                                                            | мелодрама                               |        |        |
| Т Р А В Е Н Ь | 3        | Острів собак                        | США · Німеччина                                  | Режисер: Вес Андерсон; Автор сценарію: Вес Андерсон; Актори: Едвард Нортон, Скарлетт Йоганссон, Браян Кренстон,Тільда Свінтон                                                                            | анімаційний                             |        |        |
| Т Р А В Е Н Ь | 10       | До побачення там, нагорі            | Франція                                          | Режисер: Альбер Дюпонтель; Автор сценарію: Альбер Дюпонтель, П'єр Леметр; Актори: Науель Перес Біскаярт, Альбер Дюпонтель, Лоран Лафітт, Нільс Ареструп                                                  | драма                                   |        |        |
| Т Р А В Е Н Ь | 10       | Молода жінка                        | Франція · Бельгія                                | Режисер: Леонор Серрай; Автор сценарію: Клеменс Карре, Бастьєн Дарі, Леонор Серрай; Актори: Летиція Дош, Грегуар Монсенжон, Сулейман Сеййо Ндіайє, Наталі Рішар                                          | драма                                   |        |        |
| Т Р А В Е Н Ь | 17       | Дедпул 2                            | США                                              | Режисер: Девід Літч; Сценарій: Ретт Різ і Пол Верник; Актори: Раян Рейнольдс, Морена Баккарін, Ті Джей Міллер                                                                                            | кіноінтерпретація коміксу, пригоди      |        |        |
| Т Р А В Е Н Ь | 24       | Від сім'ї не втечеш                 | Франція                                          | Режисер: Дені Бун; Сценарій: Дені Бун і Сара Камінскі; Актори: Дені Бун, Валері Боннетон, Лін Рено, Лоранс Арне, Гі Леклюіз                                                                              | комедія                                 |        |        |
| Т Р А В Е Н Ь | 24       | За бортом                           | США                                              | Режисер: Роб Грінберг; Сценарій: Боб Фішер, Леслі Діксон, Роб Грінберг; Актори: Еухеніо Дербес, Анна Фаріс, Єва Лонгорія, Джон Ганна, Свузі Керц                                                         | романтична комедія                      |        |        |
| Т Р А В Е Н Ь | 29       | [Не] торкайся                       | Румунія · Німеччина · Чехія · Болгарія · Франція | Режисер: Адіна Пінтіліє; Сценарій: Адіна Пінтіліє Актори: Лора Бенсон, Томас Лемаркус, Крістіан Баєрлейн                                                                                                 | драма                                   |        |        |
| Т Р А В Е Н Ь | 31       | Війна з дідусем                     | США                                              | Режисер: Тім Гілл; Сценарій: Ліза Аддаріо, Джо Сірак'юс, Том Дж. Астл, Метт Ембер, Дейв Джонсон; Актори: Роберт де Ніро, Крістофер Вокен, Оакс Фіглі                                                     | сімейний, комедія                       |        |        |
| Т Р А В Е Н Ь | 31       | Ескобар                             | Іспанія · Болгарія · США                         | Режисер: Фернандо Леон де Араноа; Сценарій: Фернандо Леон де Араноа; Актори: Пенелопа Крус, Хав'єр Бардем, Пітер Сарсгаард, Лілліен Бланкеншип, Жульєт Рестрепо                                          | драма, кримінал, біографія              |        |        |
| Т Р А В Е Н Ь | 31       | Красуня на всю голову               | США · КНР                                        | Режисер: Еббі Кон, Марк Сільверстайн; Сценарій: Еббі Кон, Марк Сільверстайн; Актори: Мішель Вільямс, Емі Шумер, Рорі Сковел, Том Хоппер, Лорен Гаттон, Наомі Кемпбелл                                    | комедія                                 |        |        |
| Ч Е Р В Е Н Ь | 7        | Кінги. Банди Лос-Анджелеса          | Франція · Бельгія                                | Режисер: Деніз Ґамзе Ерґювен; Сценарій: Деніз Ґамзе Ерґювен; Актори: Деніел Крейг, Холлі Беррі | трилер, мелодрама, драма, кримінальний  |        |        |
| Ч Е Р В Е Н Ь | 7        | Обличчя/Рило                        | Польща                                           | Режисер: Малгожата Шумовська; Автори сценарію: Міхал Енглерт, Малгожата Шумовська; Актори: Матеуш Косьцюкевич, Агнешка Подсядлік, Малгожата Гороль, Роман Ганцарчик                                      | драма                                   |        |        |
| Ч Е Р В Е Н Ь | 7        | Поліцейський пес                    | США · Велика Британія                            | Режисер: Раджа Госнелл; Автори сценарію: Макс Боткін, Марк Гаймен; Актори: Стенлі Туччі, Ludacris, Джордін Спаркс                                                                                        | пригодницький, комедія, сімейний        |        |        |
| Ч Е Р В Е Н Ь | 14       | Завзяті шахраї                      | США · Велика Британія                            | Режисер: Джеймс Оклі; Сценарій: Джеймс Оклі, Алекс Михаелідес; Актори: Ума Турман, Тім Рот, Еліс Ів, Софія Вергара, Меггі К'ю                                                                            | комедія                                 |        |        |
| Ч Е Р В Е Н Ь | 21       | У полоні стихії                     | США                                              | Режисер: Бальтазар Кормакур; Сценарій: Аарон Канделл, Джордан Канделл, Девід Бренсон Сміт; Актори: Шейлін Вудлі, Сем Клафлін, Грейс Палмер, Джеффрі Томас, Елізабет Готорн                               | драма, мелодрама, пригоди, трилер       |        |        |
| Ч Е Р В Е Н Ь | 28       | Літо                                | Росія                                            | Режисер: Кирило Серебренніков; Сценарій: Михайло Ідов, Лілі Ідова; Актори: Тео Ю, Роман Білик, Ірина Старшенбаум                                                                                         | біографія, музичний                     |        |        |
| Ч Е Р В Е Н Ь | 28       | Наосліп                             | США                                              | Режисер: Ентоні Бірн; Сценарій: Ентоні Бірн, Наталі Дормер; Актори: Наталі Дормер, Ед Скрейн, Емілі Ратаковскі, Ян Бейвут                                                                                | трилер                                  |        |        |

#### Липень— Вересень
| Прем'єра        | Прем'єра | Назва                               | Країна                                                                         | Творці й актори | Жанр                                             | Дистр. | Дж. |
| --------------- | -------- | ----------------------------------- | ------------------------------------------------------------------------------ | --- | ------------------------------------------------ | ------ | --- |
| Л И П Е Н Ь     | 5        | Великий злий лис та інші історії    | Франція · Бельгія                                                              | Режисери: Патрік Імбер, Бенжамін Реннер; Сценарій: Бенжамін Реннер, Жан Реньо; Актори: Селін Ронте, Борис Релінже, Гійом Бушед, Гійом Дарно                                                                             | анімація                                         |        |     |
| Л И П Е Н Ь     | 5        | Людина-мураха та Оса                | США                                                                            | Режисери: Пейтон Рід; Сценарій: Кріс Маккенна, Ерік Соммерс, Ендрю Баррер, Гебріел Феррарі, Пол Радд; Актори: Пол Радд, Еванджелін Ліллі, Майкл Дуглас, Майкл Пенья, Ханна Джон-Кеймен, Волтон Гоггінс, Мішель Пфайффер | екшн, комедія, супергеройський, науко-фантастика |        |     |
| Л И П Е Н Ь     | 12       | Монстри на канікулах 3              | США                                                                            | Режисер: Геннді Тартаковський; Сценарій: Майкл Маккуллерс, Геннді Тартаковський; Актори: Адам Сендлер, Енді Семберґ, Селена Ґомес, Кевін Джеймс, Стів Бушемі, Кіґан-Майкл Кей, Моллі Шенон, Кетрін Ган                  | анімація, комедія, сімейний                      |        |     |
| Л И П Е Н Ь     | 12       | Хмарочос                            | США                                                                            | Режисер: Роусон Маршалл Тьорбер; Сценарій: Роусон Маршалл Тьорбер; Актори: Двейн Джонсон, Пабло Шрайбер, Нів Кемпбелл, Ноа Тейлор, Роланд Мюллер                                                                        | екшн, драма, кримінал, трилер                    |        |     |
| Л И П Е Н Ь     | 12       | Гора                                | Австралія                                                                      | Режисер: Дженніфер Підом; Сценарій: Роберт Макфарлейн, Дженніфер Підом; Актори: Віллем Дефо | документальний                                   |        |     |
| Л И П Е Н Ь     | 19       | Одного разу у Німеччині             | Німеччина · Люксембург · Бельгія                                               | Режисер: Сем Гарбарскі; Сценарій: Майкл Бергманн, Сем Гарбарскі; Актори: Моріц Бляйбтрой, Антьє Трауе, Марк Іванір, Анатоль Таубман, Джин Вернер, Гарві Фрідман                                                         | військова драма, комедія                         |        |     |
| Л И П Е Н Ь     | 19       | Офісний розковбас                   | США                                                                            | Режисер: Лін Одінг; Сценарій: Єн Шорр; Актори: Брентон Туейтс, Джейн Леві, Каран Соні, Закарі Лівай, Курт Фулер, Алан Річсон                                                                                            | бойовик, комедія, жахи                           |        |     |
| Л И П Е Н Ь     | 19       | Таллі                               | США                                                                            | Режисер: Джейсон Райтман; Сценарій: Діабло Коді; Актори: Шарліз Терон, Маккензі Девіс, Марк Дюпласс, Рон Лівінгстон | драмедія                                         |        |     |
| Л И П Е Н Ь     | 26       | Брама                               | Україна · США                                                                  | Режисер: Володимир Тихий; Сценарій: Павло Ар'є, Володимир Тихий; Актори: Ірма Вітовська-Ванца, Віталіна Біблів, Ярослав Федорчук, Дмитро Ярошенко, Дмитро Тубольцев                                                     | драма, містика                                   |        |     |
| Л И П Е Н Ь     | 26       | Місія нездійсненна: Фолаут          | США                                                                            | Режисер: Крістофер Маккуоррі; Сценарій: Крістофер Маккуоррі; Актори: Том Круз, Ребекка Фергюсон, Генрі Кавілл, Мішель Монаген, Ванесса Кірбі                                                                            | екшн, пригоди, трилер                            |        |     |
| Л И П Е Н Ь     | 26       | Спекотні літні ночі                 | США                                                                            | Режисер: Елайджа Байнум; Сценарій: Елайджа Байнум; Актори: Тімоті Шалемей, Джек Кьосі, Томас Джейн, Вільям Фіхтнер | кримінальна романтична комедія                   |        |     |
| С Е Р П Е Н Ь   | 2        | Голодні Z                           | Канада                                                                         | Режисер: Робін Обер; Сценарій: Робін Обер; Актори: Марк-Андре Гронден, Мон'я Шокрі, Бріджитт Пупар, Люк Пру, Шарлотта Сен-Мартен                                                                                        | драма, жахи, фантастика                          |        |     |
| С Е Р П Е Н Ь   | 2        | Крістофер Робін                     | США                                                                            | Режисер: Марк Форстер; Сценарій: Том Маккарті, Алекс Росс Перрі, Еллісон Шредер; Актори: Юен Мак-Грегор, Гейлі Етвел, Джим Каммінгс, Бред Гарретт                                                                       | анімаційно-ігровий, комедія, пригоди             |        |     |
| С Е Р П Е Н Ь   | 2        | Неймовірні пригоди Факіра           | Франція                                                                        | Режисер: Кен Скотт; Сценарій: Люк Боссі, Ромен Пуретолас; Актори: Дгануш, Береніс Бежо, Ерін Моріарті, Бархад Абді, Жерар Жюньо                                                                                         | комедія, пригоди                                 |        |     |
| С Е Р П Е Н Ь   | 2        | Порно з вбивством                   | Україна                                                                        | Режисер: Дамір Єналієв; Сценарій: Дамір Єналієв; Актори: Євген Юхновець, Ганна Дьяченко, Дмитро Олешко | комедія                                          |        |     |
| С Е Р П Е Н Ь   | 2        | Темні уми                           | США                                                                            | Режисер: Дженніфер Ю; Сценарій: Чад Ходж; Актори: Амандла Стенберг, Менді Мур, Гвендолін Крісті | трилер, фантастика                               |        |     |
| С Е Р П Е Н Ь   | 2        | Шалений Будапешт                    | Франція                                                                        | Режисер: Ксав'є Жанс; Сценарій: Сімон Мутайру, Маню Пайєт; Актори: Маню Пайєт, Джонатан Коен, Монс'є Пульп | комедія                                          |        |     |
| С Е Р П Е Н Ь   | 2        | Шпигунська гра                      | США                                                                            | Режисер: Бен Луїн; Сценарій: Роберт Родат, Ніколас Давидофф; Актори: Пол Радд, Тео Джеймс, Міранда Отто, Рашіда Джонс, Крістіна Агілера                                                                                 | біографія, військовий, драма                     |        |     |
| С Е Р П Е Н Ь   | 2        | Зої                                 | США                                                                            | Режисер: Дрейк Дорімус; Сценарій: Річард Грінберг; Актори: Юен Мак-Грегор, Леа Сейду, Марк Стронг, Пол Джаматті, Сієнна Міллер                                                                                          | мелодрама, фантастика                            |        |     |
| С Е Р П Е Н Ь   | 9        | Зло                                 | США                                                                            | Режисер: Майкл Уіннік; Сценарій: Майкл Уіннік; Актори: Джош Стюарт, Бояна Новакович, Мелісса Болона, Делрой Ліндо | жахи, трилер                                     |        |     |
| С Е Р П Е Н Ь   | 9        | Маленький великий герой             | КНР · США                                                                      | Режисер: Фелікс Іп, Пол Ван; Сценарій: Аарон Мендельсон; Актори: | анімація, комедія, пригоди                       |        |     |
| С Е Р П Е Н Ь   | 9        | Мег                                 | США                                                                            | Режисер: Джон Тертелтауб; Сценарій: Дін Георгаріс, Джон Гоебер, Еріх Гоебер; Актори: Джейсон Стейтем, Лі Бінбін, Рейн Вілсон, Рубі Роуз, Кліфф Кьортіс                                                                  | бойовик, жахи, фантастика                        |        |     |
| С Е Р П Е Н Ь   | 9        | Шпигун, який мене кинув             | США                                                                            | Режисер: Сюзанна Фогель; Сценарій: Сюзанна Фогель, Девід Ісерсон; Актори: Міла Куніс, Кейт Маккінон, Джастін Теру, Сем Хьюен, Іванна Сахно                                                                              | бойовик, комедія                                 |        |     |
| С Е Р П Е Н Ь   | 9        | Mamma Mia! 2                        | США                                                                            | Режисер: Ол Паркер; Сценарій: Ол Паркер; Актори: Аманда Сейфрід, Пірс Броснан, Домінік Купер, Лілі Джеймс, Крістін Баранскі Меріл Стріп                                                                                 | мюзикл                                           |        |     |
| С Е Р П Е Н Ь   | 16       | Аксель                              | США                                                                            | Режисер: Олівер Дейлі; Сценарій: Олівер Дейлі; Актори: Алекс Нюстадтер, Беккі Дж, Алекс МакНікол, Домінік Рейнс, Томас Джейн                                                                                            | фантастика                                       |        |     |
| С Е Р П Е Н Ь   | 16       | Гірська жінка: на війні             | Ісландія · Україна · Франція                                                   | Режисер: Бенедикт Ерлінґссон; Сценарій: Оулавюр Еґільссон, Бенедикт Ерлінґссон; Актори: Халлдора Гейхадсдоттір, Йоган Сігуроарсон, Хуан Камілло, Йорундур Рагнарссон, Вала Крістін Ейріксдоттір                         | бойовик, трилер                                  |        |     |
| С Е Р П Е Н Ь   | 16       | Мектуб, моя любов                   | Італія · Франція                                                               | Режисер: Абделатіф Кешиш; Сценарій: Франсуа Бегаудау; Актори: Шаїн Бумедін, Салім Кеш'юш, Офелі Бо, Афсія Ерзі, Лу Люттіо, Олексія Шандар                                                                               | комедія, романтика                               |        |     |
| С Е Р П Е Н Ь   | 16       | Небезпечне завдання                 | США                                                                            | Режисер: Йеспер Ґансландт; Сценарій: Адам Гельцель; Актори: Деніел Редкліфф, Ґрейс Ґаммер, Роберт Віздом, Пабло Шрайбер                                                                                                 | драма, бойовик, кримінал, трилер                 |        |     |
| С Е Р П Е Н Ь   | 16       | Патрік                              | Велика Британія                                                                | Режисер: Менді Флетчер; Сценарій: Ванесса Девіс, Менді Флетчер, Пол де Воз; Актори: Бітті Едмондсон, Ед Скрейн, Том Беннетт, Емілі Атак, Дженніфер Сондерс, Едріан Скарборо                                             | комедія, сімейний                                |        |     |
| С Е Р П Е Н Ь   | 16       | Свободу шиншилам! або Байк у спадок | Данія                                                                          | Режисер: Расмус Хайді; Сценарій: Расмус Хайді, Мік Оґендаль; Актори: Расмус Бєрг, Мік Øгендаль, Соня Ріхтер, Джонатан Спанг, Курт Равн, Кірстен Лехфельдт, Златко Буріч                                                 | комедія, кримінал                                |        |     |
| С Е Р П Е Н Ь   | 16       | Ті, що вижили                       | Франція                                                                        | Режисер: Матьє Турі; Сценарій: Матьє Турі; Актори: Бріттані Ешворт, Ґреґорі Фетуссі, Хав'єр Ботет, Джей Бенедікт | драма, жахи                                      |        |     |
| С Е Р П Е Н Ь   | 23       | 22 милі                             | США · КНР                                                                      | Режисер: Пітер Берг; Сценарій: Пітер Берг, Марк Волберг, Стівен Левінсон; Актори: Марк Волберг, Джон Малкович, Лорен Коен, Іко Увайс, Ронда Роузі, CL                                                                   | бойовик, трилер                                  |        |     |
| С Е Р П Е Н Ь   | 23       | Альфа                               | США                                                                            | Режисер: Альберт Г'юз; Сценарій: Дан Веденгаупт; Актори: Коді Сміт-МакФі, Леонор Варела, Йенс Гультен, Йоганнес Гаукур Йоганессон, Натассія Мальті                                                                      | бойовик, пригоди, фентезі                        |        |     |
| С Е Р П Е Н Ь   | 23       | Блакитна ігуана                     | Велика Британія                                                                | Режисер: Хаді Хаджейг; Сценарій: Хаді Хаджейг; Актори: Сем Роквелл, Фібі Фокс, Бен Шварц, Пітер Фердінандо, Пітер Полікарпа, Саймон Келлоу, Аль Вівер, Робін Хеллієр, Френсіс Барбер, Аманда Донохью                    | комедія, трилер, романтика                       |        |     |
| С Е Р П Е Н Ь   | 23       | Готель «Артеміда»                   | США                                                                            | Режисер: Дрю Пірс; Сценарій: Дрю Пірс; Актори: Джоді Фостер, Стерлінг К. Браун, Софія Бутелла, Джефф Голдблюм, Брайан Тірі Генрі, Дженні Слейт, Закарі Квінто, Чарлі Дей, Дейв Баутиста                                 | бойовик, кримінал, трилер                        |        |     |
| С Е Р П Е Н Ь   | 23       | Матусі                              | Бельгія · Франція                                                              | Режисер: Аксель Лаффон; Сценарій: Аксель Лаффон; Актори: Вірджинія Ледоєн, Марі-Жозе Кроз, Аксель Лаффон, Маттіас Дандуа, Віктор Мьютеле, Ваель Серсуб, Флоренція Томассін                                              | комедія                                          |        |     |
| С Е Р П Е Н Ь   | 30       | Афера по-французьки                 | Франція                                                                        | Режисер: Ромен Гаврас; Сценарій: Карім Букерша, Ное Дебре, Ромен Гаврас; Актори: Венсан Кассель, Ізабель Аджані, Карім Леклу, Франсуа Дам'єн, Норберт Феррер, Хе Юньпінь, Філіпп Катерін                                | комедія, кримінал                                |        |     |
| С Е Р П Е Н Ь   | 30       | Бобот та енергія Всесвіту           | Україна                                                                        | Режисер: Максим Ксьонда; Сценарій: Іван Тімшин; Актори: Віктор Григор'єв, Іванна Бородай, Ігор Мірошниченко, Володимир Ращук                                                                                            | пригоди, фантастика, екшн                        |        |     |
| С Е Р П Е Н Ь   | 30       | Екзотичне весілля                   | США                                                                            | Режисер: Віктор Левін; Сценарій: Віктор Левін; Актори: Кіану Рівз, Вайнона Райдер, Грег Люсі, Шон Салліван | комедія, мелодрама                               |        |     |
| С Е Р П Е Н Ь   | 30       | Зло                                 | США                                                                            | Режисер: Майкл Виннік; Сценарій: Майкл Виннік; Актори: Бояна Новакович, Джош Стюарт, Делрой Ліндо, Мелісса Болона, Івет Єтс, Жаклін Флемінг                                                                             | трилер, жахи                                     |        |     |
| С Е Р П Е Н Ь   | 30       | Не хвилюйся, він далеко не піде     | США                                                                            | Режисер: Ґас Ван Сент; Сценарій: Ґас Ван Сент, Джек Гібсон, Вільям Ендрю Ітмен; Актори: Хоакін Фенікс, Джона Гілл, Руні Мара, Джек Блек                                                                                 | комедія                                          |        |     |
| В Е Р Е С Е Н Ь | 6        | 9/11                                | США                                                                            | Режисер: Мартін Ґуіґуі; Сценарій: Мартін Ґуіґуі, Стівен Ґолєб'йовскі; Актори: Чарлі Шин, Джина Гершон, Вуд Гарріс | драма                                            |        |     |
| В Е Р Е С Е Н Ь | 6        | Із Неаполя з любов'ю                | Італія                                                                         | Режисер: Джанлука Ансанеллі; Сценарій: Джанлука Ансанеллі; Актори: Серена Россі, Джорджіа Агата, Елеонора Альбрехт, Енцо Аттанасіо, Енцо Казертано                                                                      | комедія                                          |        |     |
| В Е Р Е С Е Н Ь | 6        | Монахиня                            | США                                                                            | Режисер: Корін Гарді; Сценарій: Гарі Доберман, Джеймс Ван; Актори: Таїсса Фарміґа, Деміан Бішир, Бонні Ааронс, Шарлотта Гоуп                                                                                            | жахи                                             |        |     |
| В Е Р Е С Е Н Ь | 6        | М'ята                               | США                                                                            | Режисер: П'єр Морель; Сценарій: Чад Ст. Джон; Актори: Дженніфер Гарнер, Річард Кебрал, Джон Галлахер мол., Джон Ортіз, Метод Мен, Енні Ілонзеп                                                                          | трилер, драма, екшн                              |        |     |
| В Е Р Е С Е Н Ь | 6        | Праведник 2                         | США                                                                            | Режисер: Антуан Фукуа; Сценарій: Річард Венк, Річард Ліндгейм; Актори: Дензел Вашингтон, Педро Паскаль, Ештон Сандерс, Орсон Бін, Білл Пуллман, Мелісса Лео                                                             | трилер, бойовик, кримінал                        |        |     |
| В Е Р Е С Е Н Ь | 6        | Таємне життя пінгвінів              | Японія                                                                         | Режисер: Ісіда Хіроясу; Сценарій: Макото Уеда, Томіхіко Морімі; Актори: Кана Кіта, Ю Аої | фентезі, анімація                                |        |     |
| В Е Р Е С Е Н Ь | 6        | Таємний щоденник Симона Петлюри     | Україна                                                                        | Режисер: Олесь Янчук; Сценарій: Михайло Шаєвич, Олександр Шевченко, Олесь Янчук; Актори: Сергій Фролов, Ірма Вітовська-Ванца, Богдан Бенюк, Євген Нищук, Олег Треповський, Сергій Кучеренко                             | історична драма                                  |        |     |
| В Е Р Е С Е Н Ь | 13       | Коли падають дерева                 | Україна · Польща · Північна Македонія                                          | Режисер: Марися Нікітюк; Сценарій: Марися Нікітюк; Актори: Соня Халаімова, Максим Самчик, Анастасія Пустовіт | драма                                            |        |     |
| В Е Р Е С Е Н Ь | 13       | Місто, в якому не ходять гроші      | Україна                                                                        | Режисер: Ганка Третяк; Сценарій: Андрій Кузьменко; Актори: Карина Мельниченко, Ігор Цішкевич, Андрій Цішкевич, Сергій Швидкий                                                                                           | драма, гостосюжетний трилер, фантасмагорія       |        |     |
| В Е Р Е С Е Н Ь | 13       | Нас не наздогнати                   | Франція                                                                        | Режисери: Марі Монж; Сценарій: Ромен Компін; Актори: Стейсі Мартін, Тахар Рахім, Бруно Волковіч, Карім Леклу, Марі Денарно, Жан-Мішель Коррейя                                                                          | трилер, драма, кримінал                          |        |     |
| В Е Р Е С Е Н Ь | 13       | Рідня                               | США                                                                            | Режисери: Джонатан Бейкер, Джош Бейкер; Сценарій: Деніель Кейсі, Джонатан Бейкер, Джош Бейкер; Актори: Майлс Труїтт, Джек Рейнор, Зої Кравіц, Кері Кун, Джеймс Франко                                                   | пригоди, екшн, кримінал                          |        |     |
| В Е Р Е С Е Н Ь | 13       | Таємниця будинку іграшок            | КНР                                                                            | Режисери: Гері Ван; Сценарій: Гері Ван; Актори: Цзі Гуаньлінь, Ши Лей, Юань Цзеюй, Хун Хуан, Чжан Лей | анімація                                         |        |     |
| В Е Р Е С Е Н Ь | 13       | Хижак                               | США                                                                            | Режисер: Шейн Блек; Сценарій: Шейн Блек, Фред Деккер, Джим Томас, Джон Томас; Актори: Бойд Голбрук, Треванте Роудс, Джейкоб Трембле, Кіген-Майкл Кі, Олівія Манн                                                        | жахи, екшн                                       |        |     |
| В Е Р Е С Е Н Ь | 20       | Герой мого часу                     | Україна                                                                        | Режисер: Тоня Ноябрьова; Сценарій: Тоня Ноябрьова; Актори: Євген Бушмакін, Олег Шевцов, Василіса Фролова, Наталка Якимович, Олена Курта, Соня Забуга, Марина Шевченко                                                   | комедія                                          |        |     |
| В Е Р Е С Е Н Ь | 20       | Агент Джонні Інгліш: Нова місія     | Франція · США · Велика Британія                                                | Режисер: Девід Керр; Сценарій: Роберт Вейд, Ніл Первіс; Актори: Роуен Аткінсон, Ольга Куриленко, Джейк Лесі, Бен Міллер, Міранда Геннесі, Девід Мумені                                                                  | комедія, екшн                                    |        |     |
| В Е Р Е С Е Н Ь | 20       | Лондонські поля                     | Велика Британія · США                                                          | Режисер: Метью Каллен; Сценарій: Роберта Генлі, Мартін Еміс; Актори: Ембер Герд, Джемма Чан, Кара Делевінь, Джеймі Александер, Біллі Боб Торнтон                                                                        | трилер, детектив, кримінал                       |        |     |
| В Е Р Е С Е Н Ь | 20       | Мара                                | США                                                                            | Режисер: Клайв Тонг; Сценарій: Пол Фіг, Джессіка Шарзер; Актори: Ольга Куриленко, Хав'єр Ботет, Мітч Ікінс, Ленс Е. Ніколс, Розі Феллнер, Денді Баррет                                                                  | трилер, жахи, кримінал                           |        |     |
| В Е Р Е С Е Н Ь | 20       | Проста послуга                      | Велика Британія · США                                                          | Режисер: Пол Фіг; Сценарій: Джонатан Френк; Актори: Блейк Лайвлі, Анна Кендрік, Генрі Голдінг, Руперт Френд, Ендрю Реннеллс, Гленда Браганза                                                                            | трилер                                           |        |     |
| В Е Р Е С Е Н Ь | 20       | Донбас                              | Німеччина · Україна · Франція · Нідерланди · Румунія                           | Режисер: Сергій Лозниця; Сценарій: Сергій Лозниця; Актори: Валеріу Андрюце, Борис Каморзін, Сергій Колесов, Георгій Делієв, Костянтин Ітунін                                                                            | драма                                            |        |     |
| В Е Р Е С Е Н Ь | 27       | Будинок з годинником у стінах       | США                                                                            | Режисер: Елай Рот; Сценарій: Ерік Кріпке; Актори: Кейт Бланшетт, Джек Блек, Рене Голдсберрі, Лоренца Іззо, Кайл Мак-Локлен, Коллін Кемп                                                                                 | фентезі                                          |        |     |
| В Е Р Е С Е Н Ь | 27       | Іграшки для дорослих                | США                                                                            | Режисер: Браян Генсон; Сценарій: Тодд Бергер, Ді Остін Робертсон; Актори: Мелісса Маккарті, Елізабет Бенкс, Майя Рудольф, Джоель Мак-Гейл, Джиммі О. Ян                                                                 | трилер, комедія, бойовик, детектив, кримінал     |        |     |
| В Е Р Е С Е Н Ь | 27       | Клініка                             | Німеччина                                                                      | Режисер: Майкл Девід Пейт; Сценарій: Майкл Девід Пейт; Актори: Нілам Фарук, Фаріна Флеббе, Соня Гергардт, Максін Казіс, Ліза-Марі Королл                                                                                | трилер, жахи                                     |        |     |
| В Е Р Е С Е Н Ь | 27       | Метелик                             | Сербія · Чорногорія · Мальта · США                                             | Режисер: Міхаель Ноер; Сценарій: Аарон Гузиковський, Далтон Трамбо; Актори: Чарлі Ганнем, Ремі Малек, Томмі Фленаган, Ів Г'юсон, Роланд Мюллер, Майкл Сока                                                              | драма, кримінал, біографія                       |        |     |
| В Е Р Е С Е Н Ь | 27       | Смолфут                             | США                                                                            | Режисер: Кері Кіркпатрик; Сценарій: Кері Кіркпатрик, Серджо Паблос; Актори: Зендея Коулман, Ченнінг Татум, Джина Родрігез, Леброн Джеймс, Джеймс Корден                                                                 | анімація                                         |        |     |
| В Е Р Е С Е Н Ь | 27       | Чоловік, який вбив Дон Кіхота       | Іспанія · Велика Британія · Франція · Португалія · Польща · Північна Македонія | Режисер: Террі Гілліам; Сценарій: Террі Гілліам, Тоні Гризоні; Актори: Джонатан Прайс, Адам Драйвер, Ольга Куриленко | трагікомічне фентезі                             |        |     |
| В Е Р Е С Е Н Ь | 27       | Шляхетні волоцюги                   | Україна                                                                        | Режисер: Олександр Березань; Сценарій: ; Актори: Ірина Гришак, Іван Шаран, Юрій Хвостенко, Олег Примогенов, Павло Кружнов, Ксенія Ніколаєва                                                                             | комедія, екшн                                    |        |     |

#### Жовтень— Грудень
| Прем'єра        | Прем'єра | Назва                                                                | Країна                               | Творці й актори | Жанр                                  | Дистр. | Дж. |
| --------------- | -------- | -------------------------------------------------------------------- | ------------------------------------ | --- | ------------------------------------- | ------ | --- |
| Ж О В Т Е Н Ь   | 4        | Велика котяча втеча                                                  | КНР                                  | Режисер: Ґері Ван; Сценарій: Ґері Ван; Актори: Ян Яньдо, Еміль Чау, Чень Ліньшен | анімація, комедія                     |        |     |
| Ж О В Т Е Н Ь   | 4        | Веном                                                                | США                                  | Режисер: Рубен Флейшер; Сценарій: Джефф Пінкнер, Скотт Розенберг; Актори: Том Гарді | фантастика, трилер, екшн, жахи        |        |     |
| Ж О В Т Е Н Ь   | 4        | Геллфест                                                             | США                                  | Режисер: Грегорі Плоткін; Сценарій: Сет М. Шервуд, Блер Батлер; Актори: Емі Форсайт, Рейн Едвардс, Бекс Тейлор-Клаус, Крістіан Баліс, Метт Мерк'юрі                                                        | трилер, жахи                          |        |     |
| Ж О В Т Е Н Ь   | 4        | Скажене весілля                                                      | Україна                              | Режисер: Влад Дикий; Сценарій: Микола Куцик, Олексій Приходько; Актори: Катерина Осадча, Марія Єфросініна, Олег Винник, Руслана Писанка, Ольга Сумська, Інна Приходько, Арам Арзуманян, Гарік Бірча        | комедія                               |        |     |
| Ж О В Т Е Н Ь   | 4        | Таємний клуб Гернсі любителів книг і пирогів з картопляного лушпиння | Велика Британія · США                | Режисер: Майк Ньюелл; Сценарій: Дон Рус, Кевін Гуд, Томас Безуча; Актори: Лілі Джеймс, Джессіка Браун-Фіндлі, Меттью Гуд, Глен Пауелл, Міхіл Гаушман                                                       | пригоди, мелодрама, історичний        |        |     |
| Ж О В Т Е Н Ь   | 11       | Брати Сістерс                                                        | США · Франція · Румунія · Іспанія    | Режисер: Жак Одіар; Сценарій: Жак Одіар, Тома Бідеґен; Актори: Джон Сі Рейлі, Хоакін Фенікс, Джейк Джилленгол, Різ Ахмед, Ребекка Рут, Еллісон Толман, Рутгер Гауер                                        | вестерн, чорна комедія                |        |     |
| Ж О В Т Е Н Ь   | 11       | День Перемоги                                                        | Німеччина                            | Режисер: Сергій Лозниця; Сценарій: Сергій Лозниця | документальний                        |        |     |
| Ж О В Т Е Н Ь   | 11       | Народження зірки                                                     | США                                  | Режисер: Бредлі Купер; Сценарій: Бредлі Купер, Уілл Феттерс; Актори: Бредлі Купер, Леді Гага | драма, мюзикл, мелодрама              |        |     |
| Ж О В Т Е Н Ь   | 11       | Погані часи у «Ель Роялі»                                            | США                                  | Режисер: Дрю Годдард; Сценарій: Дрю Годдард, Джеремі Латчем; Актори: Кріс Гемсворт, Дакота Джонсон, Джефф Бріджес, Нік Офферман, Джон Гемм                                                                 | трилер                                |        |     |
| Ж О В Т Е Н Ь   | 11       | Позивний Бандерас                                                    | Україна                              | Режисер: Заза Буадзе; Сценарій: Сергій Дзюба, Артемій Кірсанов; Актори: Олег Шульга, Сергій Лефор, Микола Змєєвський, Антон Андрющенко, Юлія Чепурко                                                       | детектив, воєнний                     |        |     |
| Ж О В Т Е Н Ь   | 11       | Пригоди квака                                                        | Малайзія                             | Режисер: Чак Пауерс; Сценарій: Амір Хафіз, Чак Пауерс; Актори: Олександра Естін, Шон Естін, Валентайн Коулі, Тім Каррі                                                                                     | анімація                              |        |     |
| Ж О В Т Е Н Ь   | 18       | Геловін                                                              | США                                  | Режисери: Девід Гордон Грін; Сценарій: Девід Гордон Грін, Денні Макбрайд; Актори: Джуді Грір, Майлз Гатрі Роббінс, Джеймі Лі Кертіс, Вірджинія Гарднер, Вілл Петтон, Тобі Гасс                             | жахи                                  |        |     |
| Ж О В Т Е Н Ь   | 18       | Життя, яке воно є                                                    | США                                  | Режисер: Ден Фогельман; Сценарій: Девід Лівінсон; Актори: Оскар Айзек, Олівія Вайлд, Аннетт Бенінг, Менді Петинкін, Джин Смарт, Олівія Кук, Антоніо Бандерас                                               | драма                                 |        |     |
| Ж О В Т Е Н Ь   | 18       | Ідеальна пастка                                                      | США                                  | Режисер: Джордж Ретліфф; Сценарій: Девід Лівінсон; Актори: Аарон Пол, Емілі Ратаковскі, Ріккардо Скамарчо, Кеті Луіз Саундерс                                                                              | трилер                                |        |     |
| Ж О В Т Е Н Ь   | 18       | Луїс і прибульці                                                     | Німеччина · Люксембург · Данія       | Режисери: Крістоф Лауенштейн, Вольфганг Лауенштейн; Сценарій: Крістоф Лауенштейн, Вольфганг Лауенштейн; Актори: Франциска Фриде                                                                            | анімація                              |        |     |
| Ж О В Т Е Н Ь   | 18       | Море спокуси                                                         | США                                  | Режисери: Стівен Найт; Сценарій: Стівен Найт; Актори: Енн Гетевей, Меттью Мак-Конахі, Даян Лейн, Джейсон Кларк, Джимон Гонсу                                                                               | трилер                                |        |     |
| Ж О В Т Е Н Ь   | 18       | Геній і безумець                                                     | Ірландія                             | Режисери: Фарад Сафініа; Сценарій: Джон Бурмен, Тодд Комарнікі; Актори: Мел Гібсон, Наталі Домер, Шон Пенн, Йоан Гріффіт, Дженніфер Ель, Джеремі Ірвін                                                     | трилер, містика                       |        |     |
| Ж О В Т Е Н Ь   | 18       | Чорна смуга                                                          | Франція · Бельгія                    | Режисери: Ерік Зонка; Сценарій: Ерік Зонка, Лу де Фанже Синьоле, Дрор Мішані; Актори: Венсан Кассель, Ромен Дюріс, Сандрін Кіберлен, Елоді Буше, Шарль Берлінґ                                             | трилер                                |        |     |
| Ж О В Т Е Н Ь   | 18       | Я все ще бачу тебе                                                   | США                                  | Режисери: Скотт Спір; Сценарій: Джейсон Фукс; Актори: Белла Торн, Дермот Малруні, Річард Гермон, Луіс Гертем, Г'ю Діллон                                                                                   | фантастика, трилер                    |        |     |
| Ж О В Т Е Н Ь   | 25       | Екстаз                                                               | Франція                              | Режисер: Гаспар Ное; Сценарій: Гаспар Ное; Актори: Софія Бутелла, Ромен Гійєрмік, Сухейла Якуб, Смайл Кідді                                                                                                | драма, музичний, жахи                 |        |     |
| Ж О В Т Е Н Ь   | 25       | Чорний козак                                                         | Україна                              | Режисер: Владислав Чабанюк; Сценарій: Владислав Чабанюк, Сашко Лірник; Актори: Василь Середенко, Марина Юрчак, Сергій Постольников, Олена Дідик, Руслан Павлюк                                             | драма, історія, містика               |        |     |
| Л И С Т О П А Д | 8        | Дике поле                                                            | Україна                              | Режисер: Ярослав Лодигін; Сценарій: Костянтин Коновалов; Актори: Євген Ламах, Олександр Піскунов, Максим Донець, Олександр Олексенко                                                                       | історичний екшн                       |        |     |
| Л И С Т О П А Д | 15       | Фантастичні звірі: Злочини Ґріндельвальда                            | США · Велика Британія                | Режисер: Девід Єйтс; Сценарій: Джоан Роулінг; Актори: Едді Редмейн, Джонні Депп, Зої Кравіц, Езра Міллер                                                                                                   | фентезі, пригоди                      |        |     |
| Л И С Т О П А Д | 15       | Бути Астрід Ліндгрен                                                 | Данія · Швеція                       | Режисер: Пернілла Фішер Крістенсен; Сценарій: Кім Фупц Окесон, Пернілла Фішер Крістенсен; Актори: Альба Аугуст, Тріне Дюрхольм, Марія Бонневі, Генрік Рафаелсен                                            | біографічна драма                     |        |     |
| Л И С Т О П А Д | 22       | Король Данило                                                        | Україна                              | Режисер: Тарас Химич; Сценарій: Тарас Химич; Актори: Сергій Ярмошенко, Рінат Хайруллін, Олег Сікиринський, Юрій Вихованець, Ірина Нікітіна, Альбіна Сотникова                                              | бойовик, історичний                   |        |     |
| Л И С Т О П А Д | 22       | Перша людина                                                         | США                                  | Режисер: Демієн Шазелл; Сценарій: Джош Сінґер; Актори: Раян Гослінг, Клер Фой, Кайл Чендлер , Корі Столл, Джейсон Кларк                                                                                    | біографічна драма                     |        |     |
| Л И С Т О П А Д | 22       | Менді                                                                | США                                  | Режисер: Панос Косматос; Сценарій: Панос Косматос, Аарон Стюарт-Ан; Актори: Ніколас Кейдж, Андреа Райзборо, Ричард Брейк, Лайнас Роуч, Білл Дьюк                                                           | бойовик, трилер, жахи                 |        |     |
| Л И С Т О П А Д | 29       | Робін Гуд: Початок                                                   | США                                  | Режисер: Отто Батерст; Сценарій: Джобі Гарольд; Актори: Тарон Еджертон, Джеймі Фокс, Ів Г'юсон, Джеймі Дорнан, Бен Мендельсон                                                                              | пригоди, екшн                         |        |     |
| Л И С Т О П А Д | 29       | Суспірія                                                             | Італія · США                         | Режисер: Лука Гуаданьїно; Сценарій: Дейв Кайганич, Даріо Ардженто, Дарія Ніколоді; Актори: Дакота Джонсон, Тільда Свінтон, Міа Гот, Лутц Еберсдорф, Хлоя Морец, Ангела Вінклер                             | жахи, трилер, фентезі                 |        |     |
| Л И С Т О П А Д | 29       | Казка на ніч                                                         | США                                  | Режисер: Квінн Лашер; Сценарій: Майк Сканнелл; Актори: Івонн Страховскі, Анна Пневскі, Джастін Брюнінг, Ебігейл Пневскі                                                                                    | жахи, трилер                          |        |     |
| Г Р У Д Е Н Ь   | 6        | Дім, який побудував Джек                                             | Данія · Франція · Німеччина · Швеція | Режисер: Ларс фон Трієр; Сценарій: Ларс фон Трієр; Актори: Метт Діллон, Райлі Кіо, Ума Турман | трилер                                |        |     |
| Г Р У Д Е Н Ь   | 6        | Холодна війна                                                        | Польща · Велика Британія · Франція   | Режисер: Павел Павліковський; Сценарій: Павел Павліковський, Януш Гловацький, Пйотр Борковський; Актори: Джоенна Куліг, Томаш Кот, Борис Шиц, Агата Кулеша, Седрік Кан, Жанна Балібар                      | драма, мелодрама                      |        |     |
| Г Р У Д Е Н Ь   | 6        | Смертні машини                                                       | США · Нова Зеландія                  | Режисер: Христіан Ріверс; Сценарій: Пітер Джексон, Філіппа Боєнс і Френ Волш; Актори: Стівен Ленг, Г'юго Вівінг, Роберт Шіен, Ронан Рафтері                                                                | фантастика, пригоди і постапокаліпсис |        |     |
| Г Р У Д Е Н Ь   | 6        | Лускунчик і чотири королівства                                       | США                                  | Режисер: Лассе Гальстрем; Сценарій: Ешлі Пауелл; Актори: Кіра Найтлі, Морган Фрімен, Меттью Макфедієн | фентезі і драма                       |        |     |
| Г Р У Д Е Н Ь   | 6        | Кадавер                                                              | США                                  | Режисер: Дідерік Ван Ружен; Сценарій: Браян Сіве; Актори: Шей Мітчелл, Ґрей Деймон, Кірбі Джонсон | фентезі-горор                         |        |     |
| Г Р У Д Е Н Ь   | 13       | Аквамен                                                              | США                                  | Режисер: Джеймс Ван; Сценарій: Вілл Білл; Актори: Джейсон Момоа, Ембер Герд, Ніколь Кідман, Віллем Дефо | екшн, фантастика, пригоди, фентезі    |        |     |
| Г Р У Д Е Н Ь   | 13       | Пригоди S Миколая                                                    | Україна                              | Режисер: Семен Горов; Сценарій: Антон Базелінський; Актори: Максим Лучак, Василь Вірастюк, Марія Єфросініна, Григорій Боковенко                                                                            | сімейна комедія                       |        |     |
| Г Р У Д Е Н Ь   | 13       | Захід                                                                | Угорщина · Франція                   | Режисер: Ласло Немеш; Сценарій: Ласло Немеш, Клара Ройєр, Матьє Тапоньє; Актори: Сюзана Вуест, Юлі Якаб, Евелін Добош, Влад Іванов, Юдіт Бардош                                                            | драма                                 |        |     |
| Г Р У Д Е Н Ь   | 13       | Як розмовляти з дівчатами на вечірках                                | Велика Британія · США                | Режисер: Джон Кемерон Мітчелл; Сценарій: Філіппа Гослетт, Джон Кемерон Мітчелл; Актори: Ніколь Кідман, Ель Феннінг, Рут Вілсон, Метт Лукас                                                                 | фантастика, комедія                   |        |     |
| Г Р У Д Е Н Ь   | 13       | Людина-павук: Навколо всесвіту                                       | США                                  | Режисер: Боб Персічетті; Сценарій: Філ Лорд, Крістофер Міллер; Актори: Шамейк Мур, Гейлі Стайнфельд, Магершала Алі, Джек Джонсон                                                                           | пригоди, екшн                         |        |     |
| Г Р У Д Е Н Ь   | 20       | Ґрінч                                                                | США                                  | Режисер: Скотт Мосьє, Ярроу Чейні; Сценарій: Майкл ЛеСьер, Томмі Свердлоу; Актори: Бенедикт Камбербетч, Рашіда Джонс, Кенан Томпсон, Кемерон Сейлі, Анджела Ленсбері, Фаррелл Вільямс                      | комедія, мультфільм, фентезі          |        |     |
| Г Р У Д Е Н Ь   | 20       | Бамблбі                                                              | США                                  | Режисер: Тревіс Найт; Сценарій: Крістіна Ходсон; Актори: Гейлі Стайнфілд, Джон Сіна, Памела Адлон, Ніна Чік, Мегін Прайс, Мартін Шорт                                                                      | бойовик, пригоди, фантастика          |        |     |
| Г Р У Д Е Н Ь   | 20       | Секс і нічого особистого                                             | Україна                              | Режисер: Ольга Ряшина; Сценарій: Сергій Притула; Актори: Роман Луцький, Анжеліка Ніколаєва, Наталя Мазур, Сергій Притула                                                                                   | романтична комедія                    |        |     |
| Г Р У Д Е Н Ь   | 20       | Три дні з Ромі Шнайдер                                               | Німеччина · Австрія · Франція        | Режисер: Емілі Атеф; Сценарій: Емілі Атеф; Актори: Марі Баумер, Біргіт Мінігмайр, Чарлі Гюбнер, Роберт Гвіздек, Дені Лаван                                                                                 | драма                                 |        |     |
| Г Р У Д Е Н Ь   | 20       | Дублікат                                                             | США                                  | Режисер: Білл Олівер; Сценарій: Білл Олівер, Пітер Ніковіц, Грегорі Девіс; Актори: Енсел Елгорт, С'юкі Вотергаус, Патрісія Кларксон                                                                        | драма, фантастика                     |        |     |
| Г Р У Д Е Н Ь   | 27       | Я, ти, він, вона                                                     | Україна                              | Режисер: Володимир Зеленський, Девід Додсон; Сценарій: Володимир Зеленский, Девід Додсон; Актори: Володимир Зеленський, Анастасія Коротка, Євген Кошовий, Надія Дорофєєва, Станіслав Боклан, Ольга Сумська | романтична комедія                    |        |     |
| Г Р У Д Е Н Ь   | 27       | Ведмеді. Зародження життя                                            | Росія                                | Режисер: Владислав Грішин, Ірина Журавльова; Сценарій: Владислав Грішин, Ірина Журавльова; Актори: Анатолій Бєлий (голос оповідача)                                                                        | документальний фільм                  |        |     |

## Померли
| Місяць   | Дата | Ім'я                  | Вік | Національність | Спеціальність                                                                   | Відомі фільми |
| -------- | ---- | --------------------- | --- | -------------- | ------------------------------------------------------------------------------- | --- |
| Січень   | 1    | Джон Пол Стюер        | 33  | американець    | актор                                                                           | Зоряний шлях: Наступне покоління • Чудові роки • Грейс у вогні • Маленькі гіганти |
| Січень   | 9    | Теренс Марш           | 86  | британець      | художник-постановник                                                            | Година Пік 2 • Втеча з Шоушенка • Зелена Миля • Основний інстинкт |
| Січень   | 10   | Михайло Державін      | 81  | росіянин       | актор                                                                           | Сон • На Київському напрямку • Ефект Ромашкіна • Карнавальна ніч 2 |
| Січень   | 16   | Бредфорд Діллман      | 87  | американець    | актор                                                                           | Ремагенський міст • Мертвий на 99,44% • Підкріплення • Раптовий удар |
| Січень   | 19   | Дороті Мелоун         | 92  | американка     | акторка                                                                         | Основний інстинкт • Маленький бродяга • Вулиці Сан-Франциско • Слова, написані на вітрі |
| Січень   | 25   | Людмила Сенчина       | 67  | росіянка       | співачка, акторка                                                               | Чарівна сила мистецтва • Шельменко-денщик • Після ярмарку • Озброєний і дуже небезпечний |
| Лютий    | 9    | Джон Гевін            | 86  | американець    | актор                                                                           | Час кохати і час вмирати • Психо • Спартак |
| Лютий    | 9    | Йоганн Йоганнссон     | 48  | ісландець      | композитор                                                                      | Полонянки • Теорія всього • Сікаріо • Прибуття |
| Лютий    | 28   | Рохеліо Герра         | 81  | мексиканець    | актор                                                                           | Багаті теж плачуть • Бідні родичі • Помста • Грозовий перевал |
| Березень | 12   | Олег Табаков          | 82  | росіянин       | актор                                                                           | Сімнадцять миттєвостей весни • Хвилі Чорного моря • Москва сльозам не вірить • Д'Артаньян та три мушкетери • Людина з бульвару Капуцинів                                                                 |
| Березень | 13   | Леонід Квініхідзе     | 80  | росіянин       | режисер, сценарист                                                              | Місія в Кабулі • Крах інженера Гаріна • Солом'яний капелюшок • 31 червня • Мері Поппінс, до побачення • Білі ночі                                                                                        |
| Березень | 16   | Олександр Павловський | 70  | українець      | режисер, сценарист                                                              | Ар-хі-ме-ди! • Трест, що луснув • Зелений фургон • Зефір у шоколаді |
| Березень | 27   | Стефан Одран          | 85  | француженка    | акторка                                                                         | Скромна чарівність буржуазії • Бездоганна репутація • Рай для усіх • Бенкет Бабетти • Максимальний ризик                                                                                                 |
| Березень | 28   | Олег Анофрієв         | 87  | росіянин       | актор                                                                           | Червоні вітрила • Земля Санникова • Будьте моїм чоловіком • Добре сидимо! |
| Квітень  | 5    | Ісао Такахата         | 82  | японець        | аніматор                                                                        | Могила світлячків • Казка про принцесу Каґую |
| Квітень  | 8    | Лейла Абашидзе        | 88  | грузинка       | акторка                                                                         | Кето і Коте • Наш двір • Майя з Цхнеті • Два життя • Легенда про Сурамську фортецю |
| Квітень  | 13   | Мілош Форман          | 86  | чех            | режисер, сценарист                                                              | Пролітаючи над гніздом зозулі • Регтайм • Амадей • Народ проти Ларрі Флінта |
| Квітень  | 15   | Вітторіо Тавіані      | 88  | італієць       | режисер, сценарист                                                              | Аллонфанзан • Батько-хазяїн • Ніч Святого Лоренцо • Цезар має померти |
| Квітень  | 15   | Р. Лі Ермі            | 74  | американець    | актор                                                                           | Апокаліпсис сьогодні • Суцільнометалева оболонка • Міссісіпі у вогні • Мрець іде • Техаська різанина бензопилою: Початок                                                                                 |
| Квітень  | 21   | Ніна Дорошина         | 83  | росіянка       | акторка                                                                         | Перший ешелон • Артист із Коханівки • Перший тролейбус • Любов і голуби |
| Квітень  | 21   | Верн Троєр            | 49  | американець    | актор, комік                                                                    | Люди в чорному • Остін Паверс: Шпигун, який мене спокусив • Як Ґрінч украв Різдво • Гаррі Поттер і філософський камінь • Остін Паверс: Ґолдмембер                                                        |
| Квітень  | 25   | Шухрат Аббасов        | 87  | узбек          | режисер, сценарист                                                              | Васисуалій Лоханкін • Ти не сирота • Ташкент — місто хлібне • Абу Райхан Беруні |
| Квітень  | 25   | Олег Треповський      | 52  | українець      | актор                                                                           | День народження Буржуя • Повернення Мухтара • Владика Андрей • Свати • Ґолден лав • Таємний щоденник Симона Петлюри                                                                                      |
| Травень  | 5    | Ерманно Ольмі         | 86  | італієць       | режисер, сценарист                                                              | Одного разу • Дерево для черевиків • Легенда про святого пияка |
| Травень  | 16   | Лучіан Пінтіліе       | 84  | румун          | режисер, актор                                                                  | Палата № 6 • Незабутнє літо • Занадто пізно |
| Травень  | 21   | Анна-Марія Ферреро    | 84  | італійка       | акторка                                                                         | Заборонений Христос • Війна і мир • Аустерліц • Капітан Фракасс |
| Червень  | 3    | Леонід Неведомський   | 78  | росіянин       | актор                                                                           | Ступінь ризику • Стара фортеця • Зірка привабливого щастя • Циган • Місячна веселка • Повернення Будулая                                                                                                 |
| Червень  | 6    | Кіра Муратова         | 83  | українка       | режисерка, сценаристка                                                          | Короткі зустрічі • Довгі проводи • Астенічний синдром • Чутливий міліціонер • Настроювач • Мелодія для катеринки • Вічне повернення                                                                      |
| Червень  | 8    | Юніс Гейсон           | 90  | англійка       | акторка                                                                         | Доктор Ноу • З Росії з любов'ю • Помста Франкенштейна • Це трапилося в Сохо |
| Червень  | 9    | Ігор Охлупін          | 79  | росіянин       | актор                                                                           | Сибіріада • Ніч коротка • Альошкіна любов • Обеліск |
| Червень  | 14   | Станіслав Говорухін   | 82  | росіянин       | режисер, сценарист, актор                                                       | Вертикаль • Життя та дивовижні пригоди Робінзона Крузо • Місце зустрічі змінити не можна • У пошуках капітана Гранта • Пригоди Тома Сойєра і Гекльберрі Фінна • Десять негренят • Ворошиловський стрілок |
| Червень  | 18   | Марія Ром             | 72  | австрійка      | акторка                                                                         | Помста Фу Манчу • П'ять золотих драконів • Кривавий суддя • Граф Дракула • Невідзнята плівка, вампір |
| Червень  | 19   | Іван Драч             | 81  | українець      | поет, драматург, сценарист                                                      | Криниця для спраглих • Камінний хрест • Пропала грамота • Дід лівого крайнього • Вечори на хуторі біля Диканьки • Вінчання зі смертю                                                                     |
| Липень   | 5    | Клод Ланзман          | 92  | француз        | режисер, сценарист                                                              | Чому Ізраїль • Шоа • Цахал • Остання несправедливість • Напалм |
| Липень   | 19   | Шінобу Хашімото       | 100 | японець        | сценарист                                                                       | Рашьомон • Жити • Сім самураїв • Замок інтриг • Троє негідників у прихованій фортеці • Погані сплять спокійно                                                                                            |
| Серпень  | 5    | Шарлотта Рай          | 92  | американка     | акторка                                                                         | Банани • Не займайте Зохана • Крадений камінь • Ніде |
| Серпень  | 5    | Пйотр Шулькін         | 68  | поляк          | кінорежисер, актор                                                              | Ґолем • Ґа, Ґа. Хвала богатирям • Король Убу та ін. |
| Серпень  | 16   | Арета Франклін        | 76  | американська   | співачка, акторка                                                               | Брати Блюз • Брати Блюз 2000 |
| Серпень  | 26   | Ніл Саймон            | 91  | американець    | сценарист                                                                       | Полювання на лиса • Дешевий детектив • Я повинна зніматися в кіно |
| Вересень | 6    | Берт Рейнольдс        | 82  | американець    | актор                                                                           | Димок зі ствола • Торговці мареннями • Перегони «Гарматне ядро» • Мелоуне • Поліцейський за наймом • Гонщик • Бойова бригада                                                                             |
| Вересень | 26   | Олександр Коваль      | 73  | українець      | режисер, оператор                                                               | Відкрий себе • Отак і пишу. Остап Вишня • На Різдво • Дім. Рідна земля • Гамлет з хеппі-ендом та ін. |
| Жовтень  | 1    | Шарль Азнавур         | 94  | вірменин       | співак, актор                                                                   | Заповіт Орфея • Перехід через Рейн • Диявол і десять заповідей • Чотири істини • Цвяхоїд • Бал |
| Жовтень  | 2    | Роман Карцев          | 79  | єврей          | актор                                                                           | Хвилі Чорного моря • Чарівний голос Джельсоміно • Собаче серце • Небеса обітовані • Майстер і Маргарита                                                                                                  |
| Жовтень  | 6    | Скотт Вілсон          | 76  | американець    | актор, режисер                                                                  | Ходячі мерці • CSI: Місце злочину • Задушливою південною ніччю • Великий Гетсбі (1974) • Мрець іде • Перл-Гарбор                                                                                         |
| Жовтень  | 26   | Микола Караченцов     | 73  | росіянин       | актор                                                                           | Собака на сіні • Ярославна, королева Франції • Пригоди Електроніка • Трест, що луснув • Людина з бульвару Капуцинів • Дежа вю                                                                            |
| Жовтень  | 30   | Давид Черкаський      | 86  | єврей          | режисер                                                                         | Людина, що вміла літати • Чарівник Ох • Прощайте, фараони! • Пригоди капітана Врунгеля • Лікар Айболить • Острів скарбів                                                                                 |
| Жовтень  | 31   | Едуард Митницький     | 87  | українець      | театральний режисер, актор                                                      | Дорога нікуди • Вальдшнепи |
| Жовтень  | 31   | Богдан Жолдак         | 70  | українець      | письменник, сценарист                                                           | Друге «Я» • Відьма • Козаки йдуть • Іван та кобила • Дорога на Січ |
| Листопад | 9    | Віталій Зимовець      | 79  | українець      | кінооператор                                                                    | Бумбараш • Пропала грамота • Підпільний обком діє • Дорога на Січ • Страчені світанки • Нескорений • Владика Андрей • День переможених                                                                   |
| Листопад | 12   | Стен Лі               | 95  | американець    | продюсер, виконавчий продюсер, актор, сценарист, актор озвучування, телеведучий | Чорна Пантера • Месники: Війна нескінченності • Людина-мураха та Оса • Веном • Людина-павук: Навколо всесвіту                                                                                            |
| Листопад | 26   | Бернардо Бертолуччі   | 78  | італієць       | режисер, сценарист                                                              | Партнер • Конформіст • Останнє танго в Парижі • Двадцяте століття • Останній імператор • Розколоте небо                                                                                                  |
| Грудень  | 5    | Микола Рушковський    | 93  | українець      | актор                                                                           | Народжені бурею • Роман і Франческа • Сон • Ключі від неба • Місто з ранку до опівночі |
| Грудень  | 12   | Ференц Коша           | 81  | угорець        | режисер, сценарист                                                              | Будній день • Вирок • Герніка • По праву останнього слова та ін. |
| Грудень  | 17   | Пенні Маршалл         | 75  | американка     | акторка, режисерка                                                              | 1941 • Пробудження та ін. |

- 7 лютого — Гарбук Геннадій Михайлович, радянський та білоруський актор театру та кіно.
- 22 лютого — Решетников Анатолій Георгійович, український актор.
- 26 лютого — Карпова Тетяна Михайлівна, радянська і російська акторка театру і кіно.
- 23 березня — Подубинський Андрій Миронович, радянський і український актор театру та кіно.
- 5 травня — Машкара Олена Іванівна, радянська українська акторка і режисерка-документалістка.
- 13 травня:
  - Марго Кіддер, канадсько-американська акторка.
  - Цуладзе Баадур Сократович, радянський і грузинський актор, кінорежисер та театральний педагог.

- 30 серпня —Ванесса Маркес, американська акторка кіно та телебачення.

- 14 жовтня — Мілена Дравич, сербська акторка.
- 2 листопада — Реймонд Чоу, гонконгзький продюсер
- 14 листопада — Рольф Хоппе, німецький актор театру і кіно.
- 18 грудня — Ластівка Петро Трохимович, український радянський актор, літератор.
- 25 грудня — Матвєєв Дмитро Миколайович, радянський і російський актор кіно та дубляжу, телеведучий.